# Bundesautobahn 61
Die Bundesautobahn 61 (Abkürzung: BAB 61) – Kurzform: Autobahn 61 (Abkürzung: A 61) – ist eine deutsche Bundesautobahn, die von der niederländischen Grenze bei Venlo zum Autobahndreieck Hockenheim führt. Bis auf die letzten ca. zehn Kilometer bei Hockenheim verläuft die A 61 auf der linken Rheinseite, größtenteils in einiger Entfernung parallel zum Fluss, und wird daher auch als linksrheinische Autobahn bezeichnet.
Sie stellt eine Direktverbindung von den Niederlanden und Belgien zum süddeutschen Autobahnnetz unter Umgehung des höchst belasteten Kölner Rings und des Rhein-Main-Gebiets dar, weshalb die Autobahn dementsprechend stark von niederländischen und belgischen Lkw und Touristen frequentiert wird. Das Verkehrsaufkommen ist dennoch deutlich geringer als etwa auf der parallel dazu auf der anderen Rheinseite verlaufenden BAB 3, weshalb die Strecke bislang größtenteils vier Fahrstreifen aufweist und nur punktuell erweitert wurde bzw. wird.
Zwischen Erftstadt und Hockenheim ist sie Bestandteil der Europastraße E 31, auf dem Abschnitt zwischen Rheinböllen und dem Dreieck Nahetal zusätzlich auch der E 42. Mit 320 km Länge war die BAB 61 bis zum Bau der Ostseeautobahn BAB 20 die längste Autobahn mit einer zweistelligen Nummer in Deutschland.

## Verlauf

### Venlo–Erftstadt
Die BAB 61 beginnt am Grenzübergang Heidenend an der Grenze zu den Niederlanden als Fortsetzung der niederländischen A 74. Der ursprüngliche Autobahnbeginn lag am weiter östlich gelegenen alten Grenzübergang Schwanenhaus an einer städtischen Straße (Keulse Barrière). Seit der Eröffnung der neuen Strecke im April 2012 besteht erstmals eine direkte Verbindung mit dem niederländischen Autobahnnetz. Die Autobahn durchquert das Gebiet der weitläufigen Stadt Nettetal und bindet anschließend die Kreisstadt Viersen an. Die Landschaft der Region Niederrhein ist relativ ländlich geprägt.
Am Kreuz Mönchengladbach quert die BAB 61 die BAB 52 (Roermond–Düsseldorf) und bildet ab hier in südliche Richtung die westliche Umgehung von Mönchengladbach. Der Borussia-Park liegt direkt westlich der Autobahn und ist an diese angebunden. Von einigen der Parkplätze kann bei Spielen eine zusätzliche Auffahrtrampe zur BAB 61 in südliche Richtung geöffnet werden. Südlich von Mönchengladbach kreuzt am Dreieck Mönchengladbach-Wanlo die BAB 46 (Heinsberg–Wuppertal). Der Knotenpunkt ist eigentlich als Autobahnkreuz angelegt, jedoch ist die BAB 61 seit Sommer 2018 bis zum nächsten Knotenpunkt unterbrochen und abgerissen, da das durchquerte Gebiet in der Abbauzone des Tagebaus Garzweiler liegt. Über die Bundesautobahnen 46 und 44 besteht eine unmittelbar östlich verlaufende Umgehung.
Am Dreieck Jackerath, das ebenfalls als Autobahnkreuz für eine ehemalige bzw. zukünftige Durchbindung der BAB 61 nach Ende des Braunkohleabbaus gebaut wurde, beginnt die BAB 61 wieder. Sowohl in Wanlo als auch in Jackerath führt jedoch eine wenige Kilometer lange Zufahrtsstrecke über den Knotenpunkt hinaus weiter zu einer Anschlussstelle. Die Autobahn führt nun parallel zur Ville, einem langgestreckten Höhenzug nach Südosten, an den Städten Bedburg und Bergheim vorbei. Am Kreuz Kerpen kreuzt sie die BAB 4 (Aachen–Köln–Olpe), die eine wichtige internationale Strecke in die südlichen Niederlande, Belgien und Nordfrankreich bildet. An der Stadt Kerpen vorbei, erreicht die Autobahn schließlich das Dreieck Erfttal, an dem die Hauptfahrbahnen in die von Dortmund bzw. Köln her kommende BAB 1 münden.

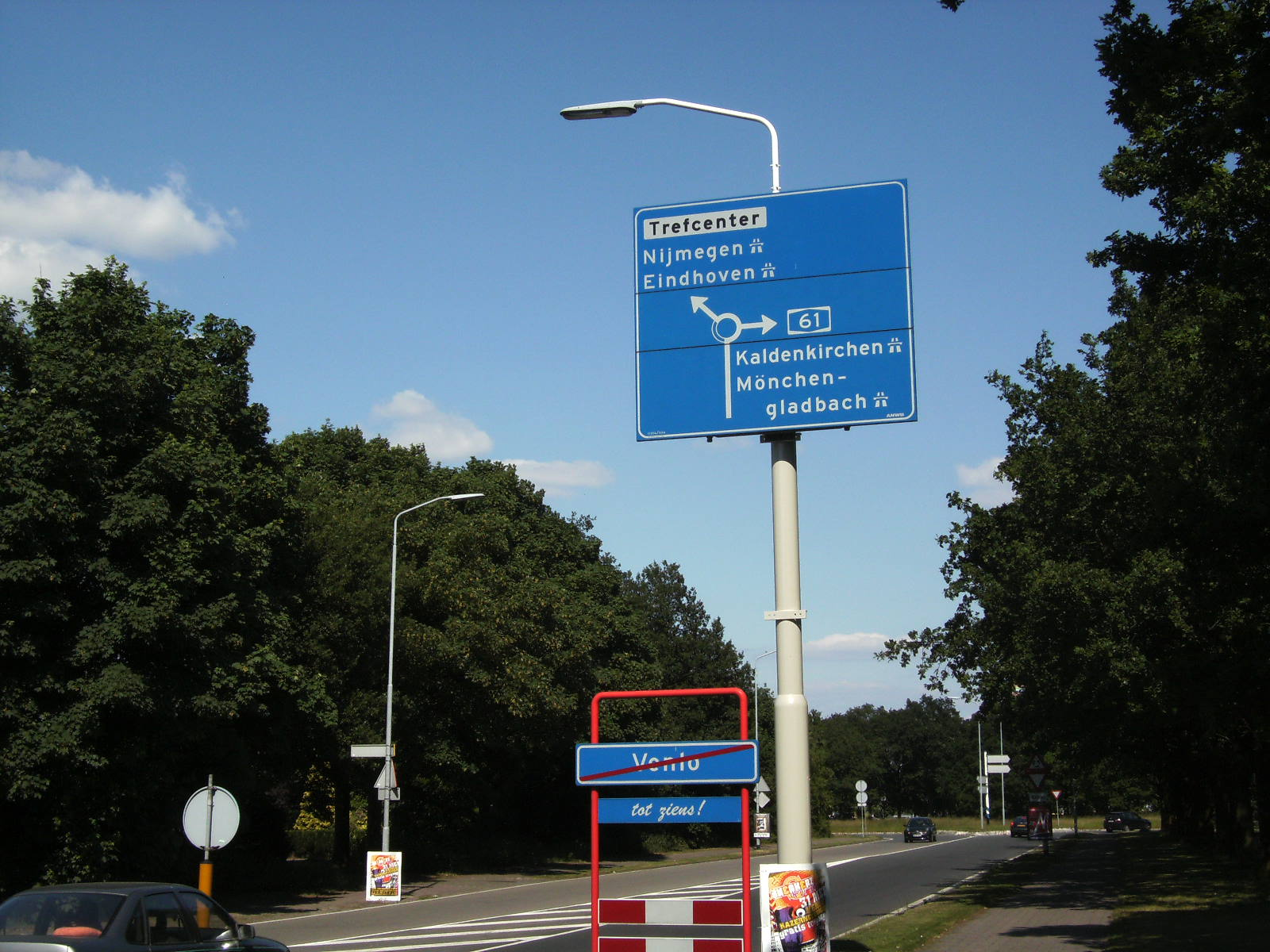
Ehemaliger Autobahnbeginn an der Keulse Barrière
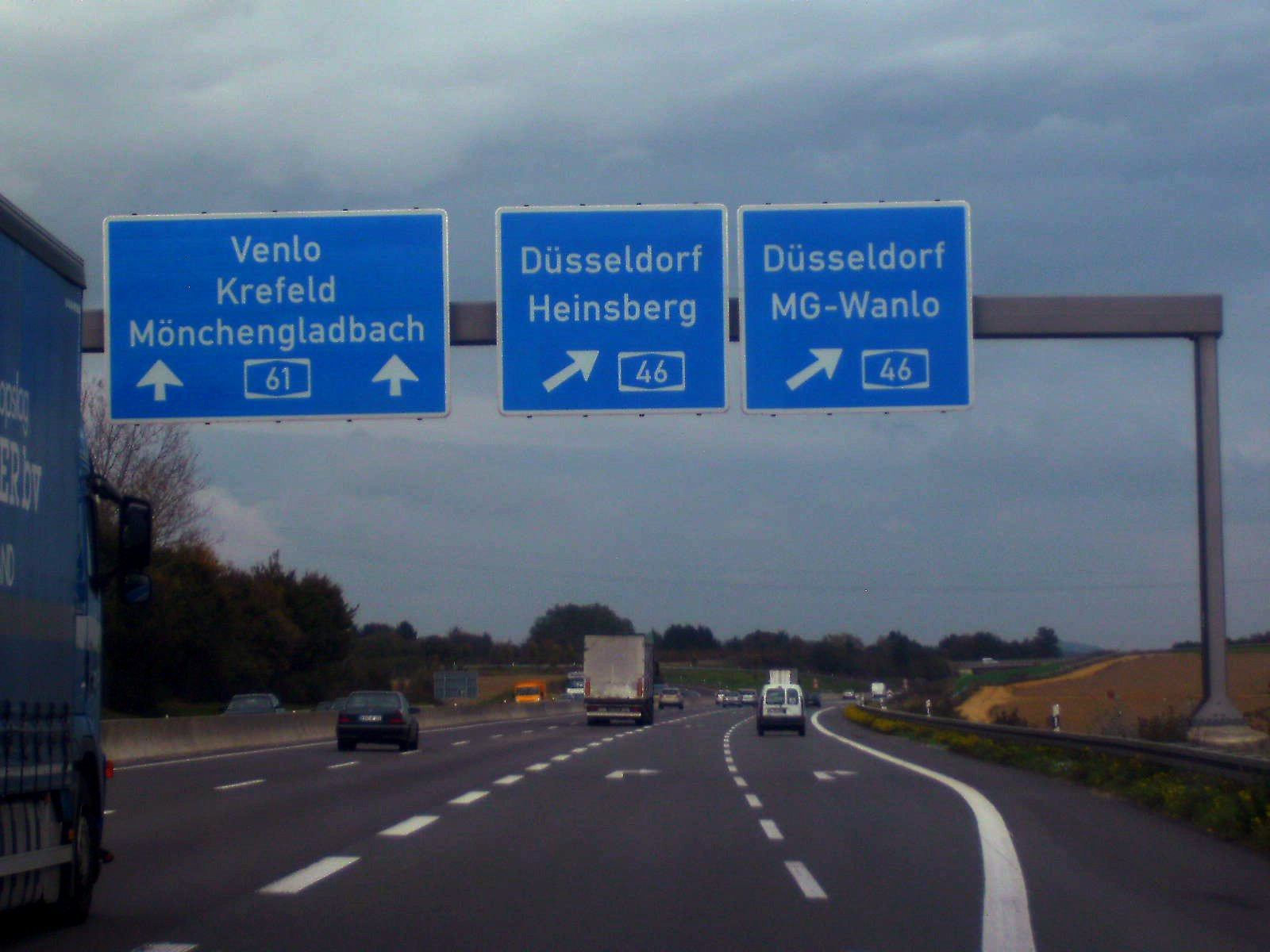
Am Kreuz Mönchengladbach-Wanlo bis Ende Juni 2018; heute gesperrt
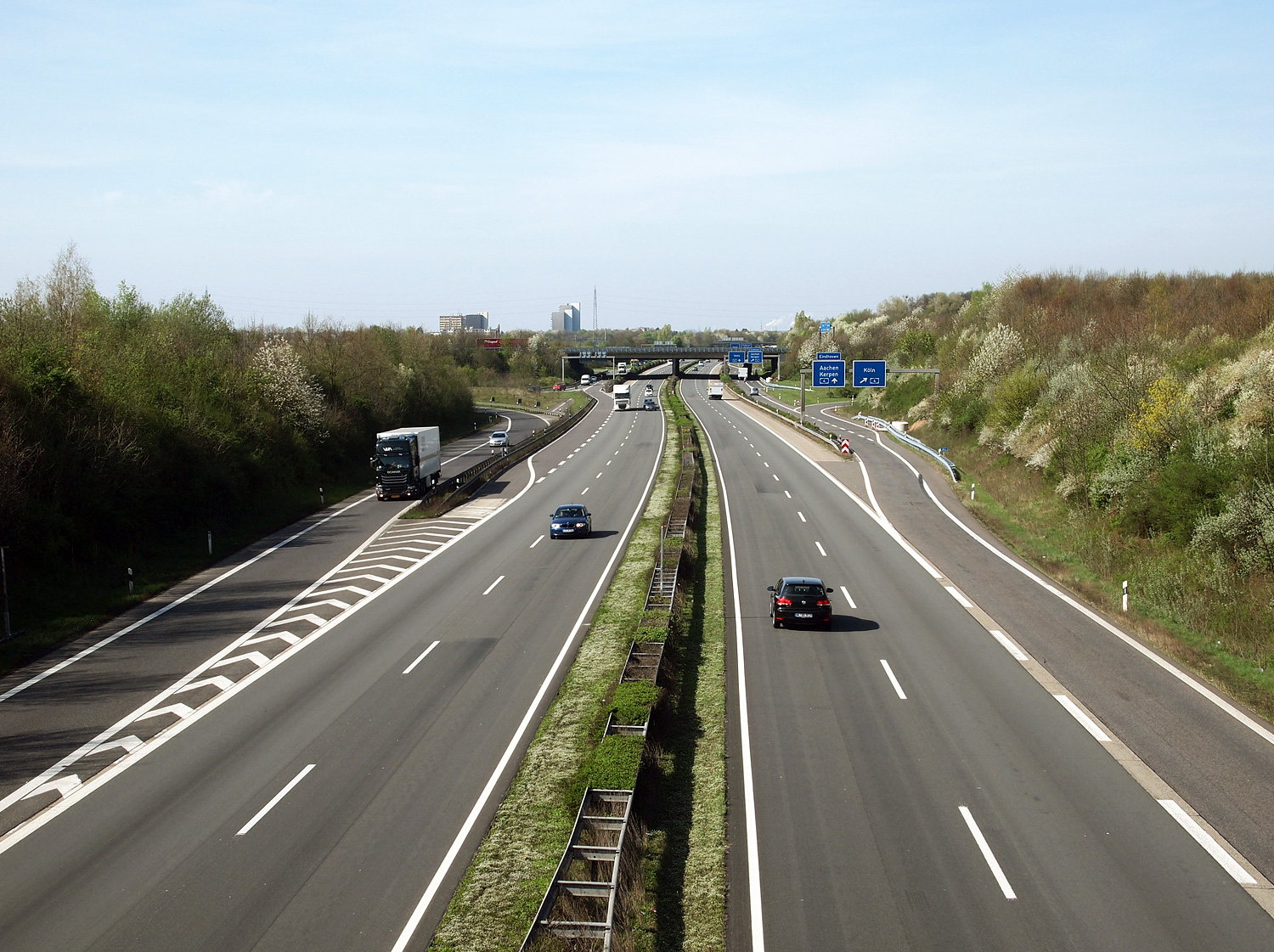
Kreuz Kerpen mit der BAB 4

### Erftstadt–Hockenheim
Auf einigen Kilometern verlaufen die Bundesautobahnen 1 und 61 nun auf einer gemeinsamen Trasse, die bereits bei ihrem Bau mit sechs Fahrstreifen ausgelegt wurde. Auf diesem Abschnitt befindet sich außerdem eine Anschlussstelle (Erftstadt). Am Kreuz Bliesheim zweigt die BAB 1 nach Südwesten in Richtung Euskirchen und in die Eifel ab. Da bis nach Saarbrücken noch eine Baulücke besteht, wird der Fernverkehr in Richtung Saarland bzw. Trier weiter über die BAB 61 und ab Koblenz über die wiederum zur BAB 1 führende BAB 48 geführt.
Die BAB 61 führt nun zunächst weiter parallel zum Ville-Höhenzug und kreuzt bei Meckenheim die BAB 565, die direkt ins Bonner Stadtzentrum führt. Im Bereich des Autobahnkreuzes wird außerdem die Landesgrenze von Nordrhein-Westfalen zu Rheinland-Pfalz gequert. Für den nahegelegenen, ehemaligen Regierungsbunker wurde die Autobahn hier als Autobahn-Behelfsflugplatz gebaut, um im Krisenfall eine Start- und Landebahn für Flugzeuge zur Verfügung zu haben. Die Landschaft wird nun hügeliger, da die östlichen Ausläufer der Eifel und das Ahrgebirge erreicht sind. Bei Bad Neuenahr führen zwei kurze Autobahnzubringer ins Ahrtal hinab. Das Tal selbst wird mit einer mehr als 1,5 km langen Brücke überquert. Weitere längere Talbrücken wurden gebaut, um Seitentäler des Mittelrheins zu queren.
Südlich von Bad Neuenahr ist die Autobahn nun von langgezogenen Steigungs- und Gefällestrecken geprägt, die teilweise mit einem zusätzlichen Fahrstreifen für langsamere Fahrzeuge ausgestattet wurden. In einem weiten Bogen führt sie westlich und südlich am Laacher See vorbei. Das von der Baustoffindustrie geprägte Koblenz-Neuwieder Becken ist erreicht und noch bevor die Stadt am Zusammenfluss von Rhein und Mosel angebunden wird, kreuzt am Kreuz Koblenz die BAB 48 (Dreieck Vulkaneifel–Dreieck Dernbach), die auch den Verkehr in Richtung Trier bzw. Saarland übernimmt.
Südwestlich von Koblenz wird das Tal der Mosel auf einer 135 m hohen Brücke überquert. Nördlich des imposanten Bauwerks befinden sich bewirtschaftete Rastplätze in beiden Fahrtrichtungen. Südlich des Moseltals folgt eine relativ enge und steile Kurvenkombination, mit der die Autobahn auf die waldreichen Höhen des Hunsrücks geführt wird. In einigen Kilometern Entfernung zum oberen Mittelrheintal zwischen Koblenz und Bingen verläuft sie entlang der Wasserscheide zwischen Mosel und Rhein und erreicht bei Pfalzfeld den höchsten Punkt der gesamten Strecke. Bei Rheinböllen zweigt die zweibahnig und kreuzungsfrei, aber im Vergleich zu Autobahnen schmaler ausgebaute B 50 zum Flughafen Hahn und nach Wittlich ab, die als Ersatz für den nie realisierten Lückenschluss der BAB 60 dient.
Der Abschnitt zwischen Rheinböllen und Bingen ist geprägt vom Abstieg aus dem Hunsrück hinab ins Nahetal und das anschließende Rheinhessische Hügelland. Dieser verläuft mit zwei sehr hohen Talbrücken oberhalb des Guldenbachtals, ab Stromberg dann im Trollbachtal. Nach der Nahebrücke ist das flachwellige Rheinhessen und Bingen erreicht. Am Dreieck Nahetal zweigt schließlich die BAB 60 nach Mainz ab.
Südlich von Bingen führt die BAB 61 an Bad Kreuznach vorbei und kreuzt bei Alzey die BAB 63 (Mainz–Kaiserslautern). Wie bei Meckenheim wurde die Autobahn zwischen Bad Kreuznach und Gau-Bickelheim als Autobahn-Behelfslandeplatz konzipiert und weist daher einen schnurgeraden Verlauf auf. Anschließend folgt ein Verlauf näher zum Rhein hin nach Worms, ehe am Kreuz Frankenthal die BAB 6 (Saarbrücken–Mannheim) gekreuzt wird. Dieser Abschnitt ist von langgezogenen Kurven und südlich von Alzey auch einigen langen Talbrücken geprägt. Bei Frankenthal wird der Ballungsraum um Mannheim und Ludwigshafen erreicht, dessen westliche Umfahrung die BAB 61 hier bildet. Es folgen Autobahnkreuze mit der BAB 650 (Bad Dürkheim–Ludwigshafen) und der BAB 65 (Ludwigshafen–Wörth). Der Pfalzmarkt bei Mutterstadt besitzt für die Anlieferung per LKW eine eigene Anschlussstelle.
Bei Schifferstadt wendet sich der Verlauf von Süden immer weiter nach Osten. Bei Speyer kreuzt die autobahnähnlich ausgebaute B 9, die entlang des linken Rheinufers an die französische Grenze führt, die Autobahn. Anschließend wird der Rhein auf einer markanten Schrägseilbrücke überquert und damit auch die Landesgrenze von Rheinland-Pfalz zu Baden-Württemberg. Nach etwa 10 km auf rechtsrheinischem Gebiet mündet sie dann am Dreieck Hockenheim, das sich unmittelbar an der berühmten Rennstrecke Hockenheimring befindet, in die BAB 6. Beide Autobahnen bilden einen gut 80 km großen Ring um die Städte Mannheim und Ludwigshafen, weshalb sie zwei Mal aufeinandertreffen.

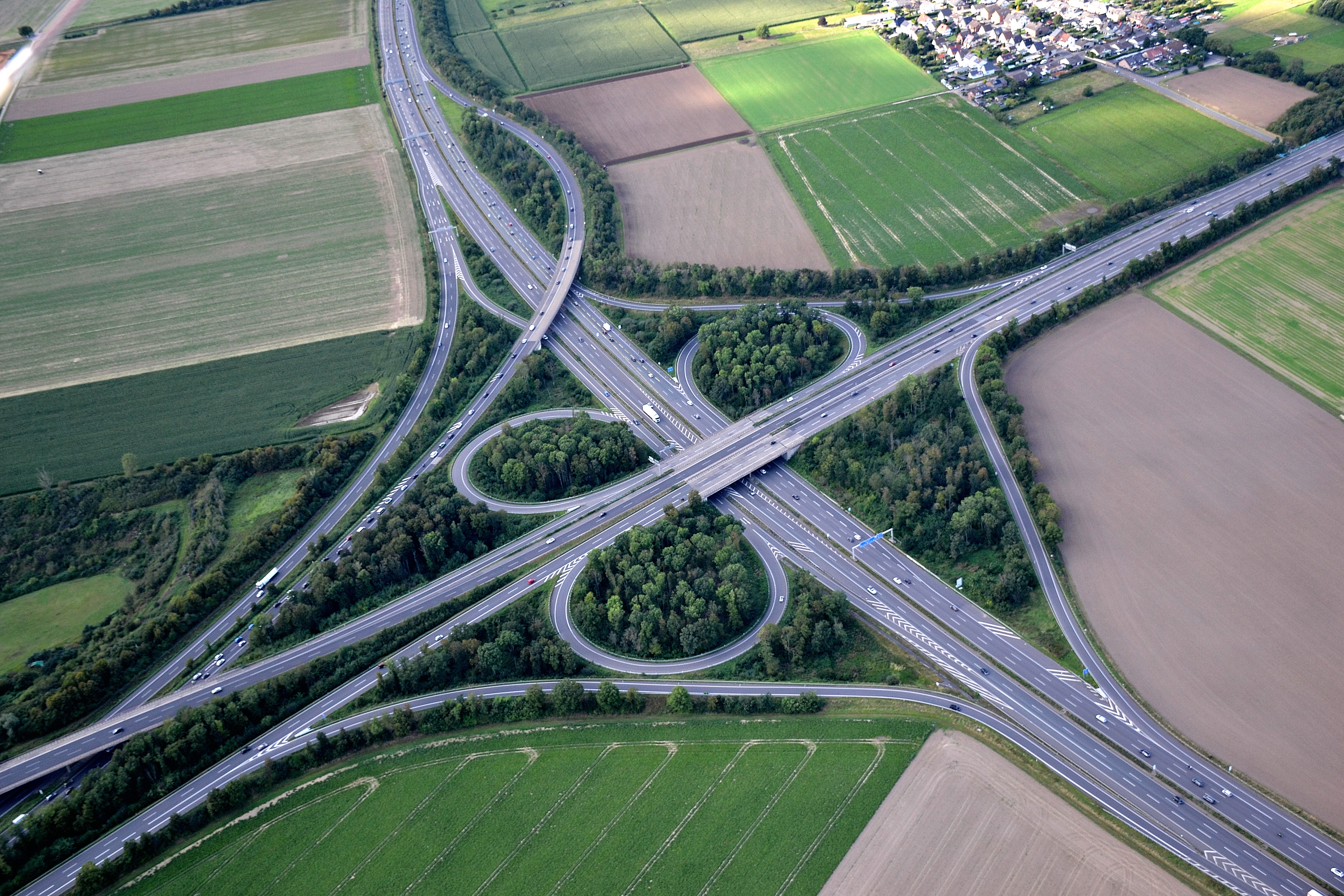
Autobahnkreuz Bliesheim – Luftbild aus südöstlicher Richtung
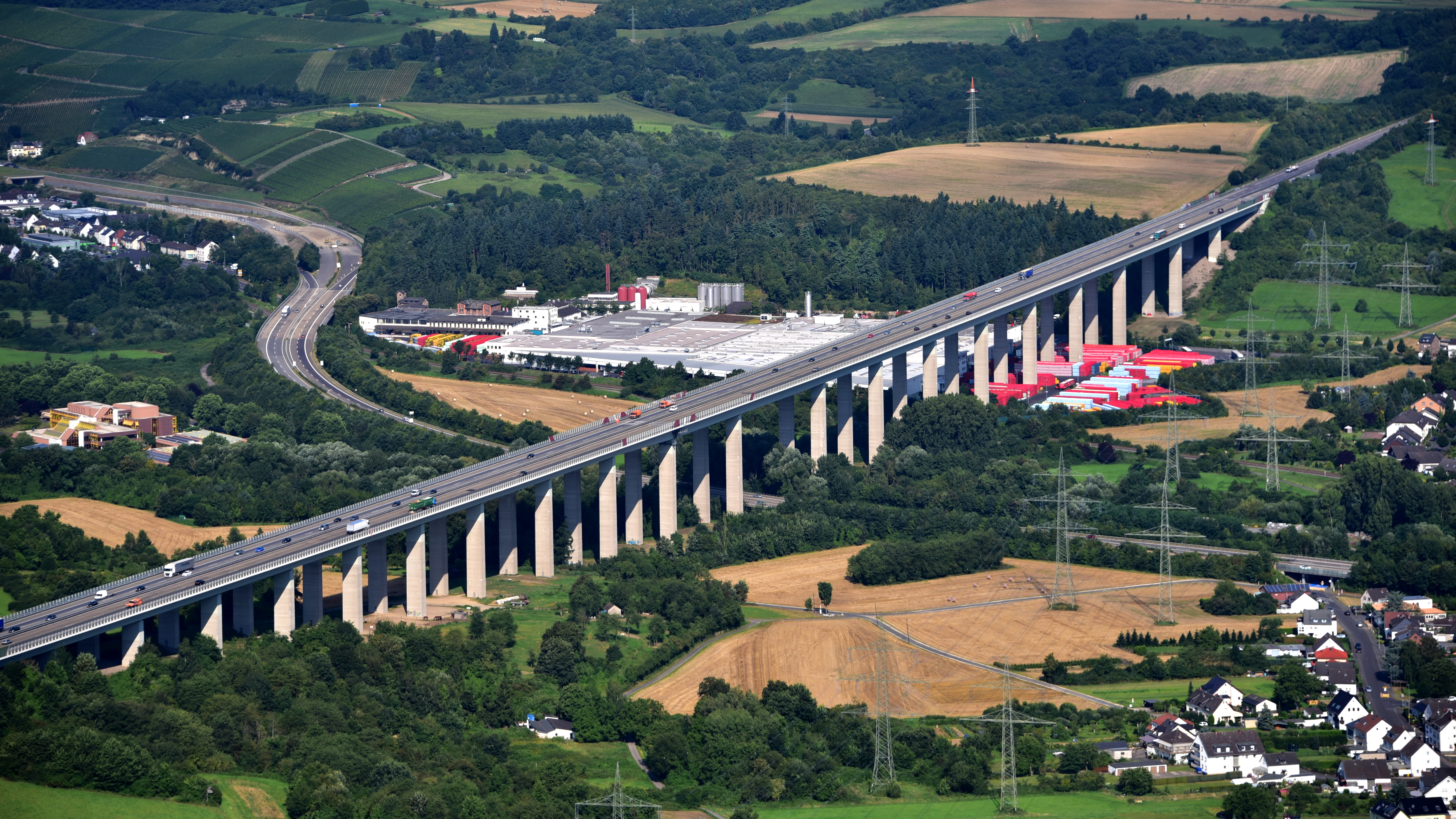
Ahrtalbrücke, Luftaufnahme (2016)
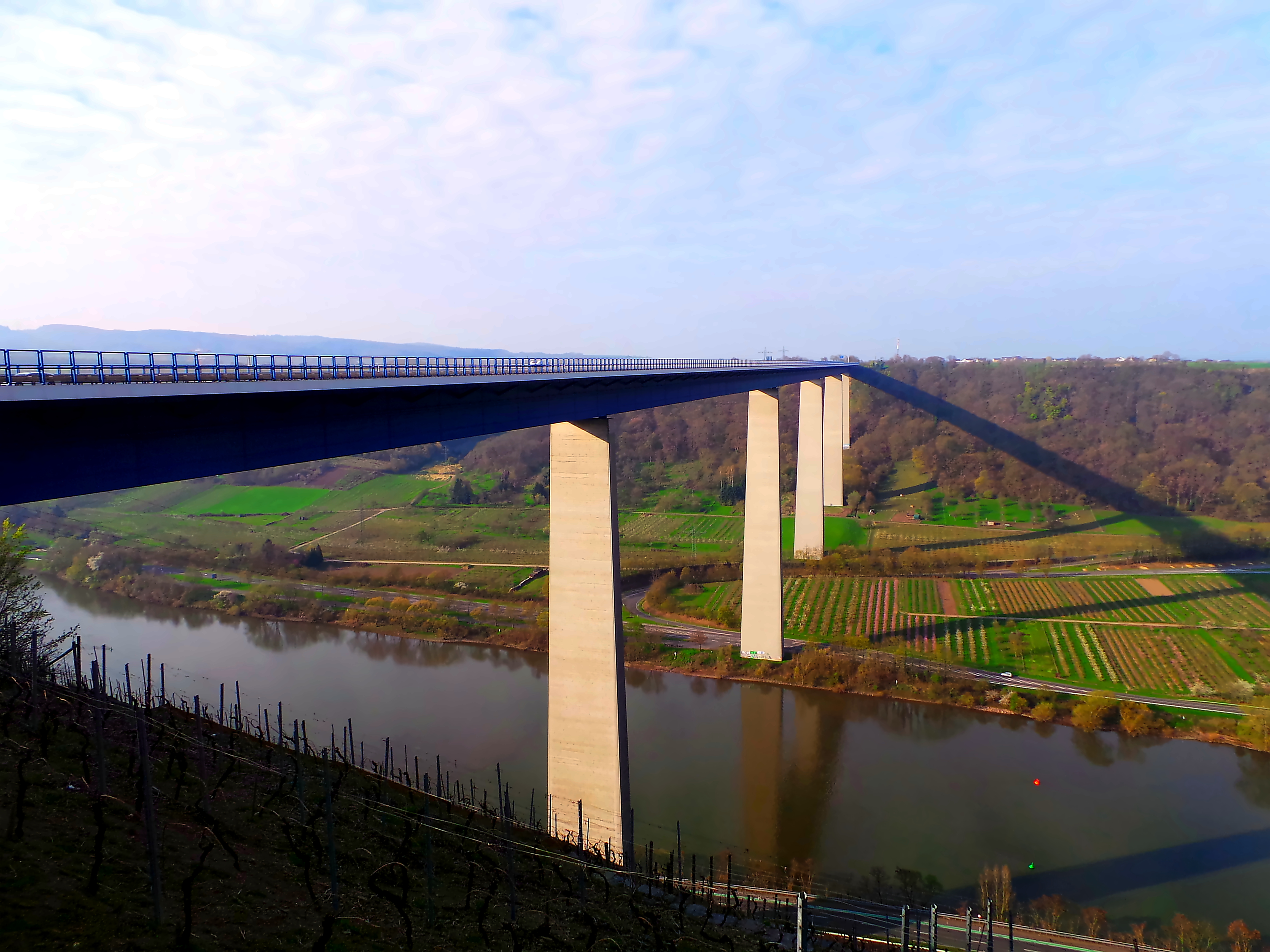
Die Moseltalbrücke gehört zu den höchsten Autobahnbrücken Deutschlands
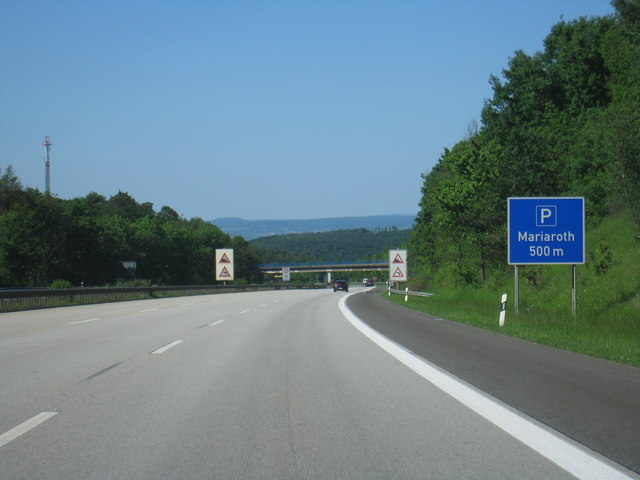
Im Hunsrück südwestlich von Koblenz
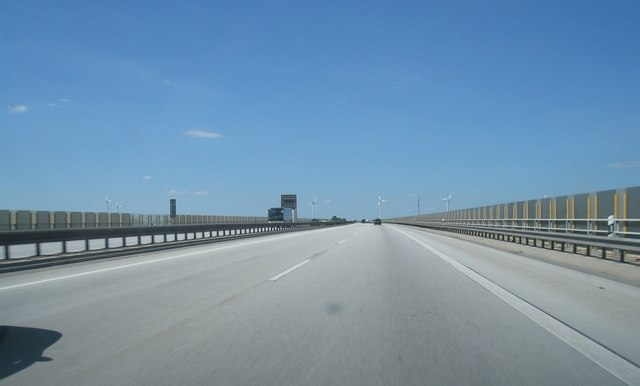
Auf der Talbrücke Pfeddersheim bei Worms
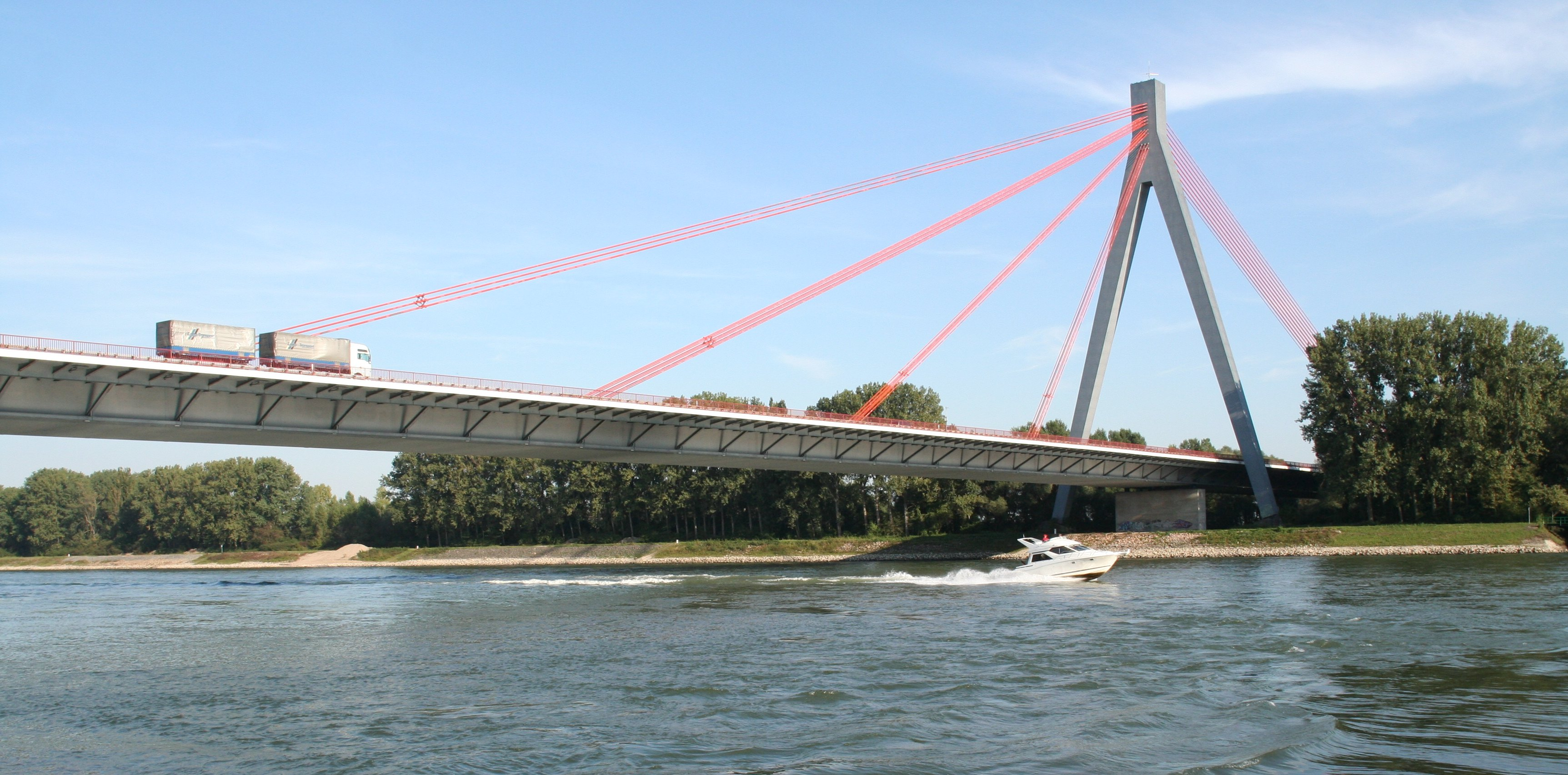
Rheinbrücke Speyer

## Geschichte
Die Bundesautobahn 61 entstand aus Planungen der 1950er Jahre, um die Regionen entlang der linken Rheinseite zu erschließen. Aus den ersten Plänen, die entlang des Rheinufers verlaufende B 9 durch eine leistungsfähigere Fernstraße zu entlasten, entwickelte sich das Projekt der linksrheinischen Autobahn von der niederländischen Grenze bei Goch und der französischen Grenze bei Lauterbourg. In den 1960er Jahren begann der Bau der ersten Abschnitte unter der Bezeichnung Autobahn A 14. In der ersten Hälfte der 1970er Jahre war die Strecke bereits in weiten Teilen fertiggestellt. Mit der Neuordnung des Nummernsystems für Autobahnen im Jahr 1975 vergab man den nördlich von Erftstadt gebauten Teilstrecken der linksrheinischen Autobahn andere Nummern und legte den Verlauf der nun BAB 61 genannten Autobahn auf die Strecke Venlo–Erftstadt–Koblenz–Ludwigshafen–Hockenheim, die Fortführung an die französische Grenze wurde gestrichen. Der Anschluss ans niederländische Autobahnnetz auf veränderter Trassenführung wurde im April 2012 dem Verkehr übergeben.

### Linksrheinische Autobahnen vor 1945
Eine Nord-Süd-Autobahn links des Rheins war in den Plänen der HaFraBa (1920er Jahre) wie auch später zur Zeit des Nationalsozialismus als Reichsautobahn nicht aufgeführt. Eine Verbindung zwischen den Niederlanden, dem westlichen Ruhrgebiet, dem Köln-Bonner Raum und dem Rhein-Main-Gebiet war in derlei Plänen immer auf der rechten Rheinseite vorgesehen. Gleichwohl verband die erste deutsche Autobahn seit 1932 Köln und Bonn auf der linken Rheinseite. Dieses Projekt war vom damaligen Kölner Oberbürgermeister Konrad Adenauer initiiert worden.
Die zügig voranschreitende Motorisierung in der preußischen Rheinprovinz veranlasste den rheinischen Provinziallandtag, weitere Fernstraßen in Angriff zu nehmen, etwa zwischen Köln und Düsseldorf, diesmal allerdings auf der rechten Rheinseite. Im September 1933 wurde das erste Teilstück dieser Fernstraße bei Opladen eröffnet. Die Nationalsozialisten führten schließlich in ihrem Reichsautobahn-Programm den Bau von Autobahnen und Schnellstraßen in sehr großem Maßstab voran. Nach Fertigstellung der ersten Strecke zwischen Frankfurt am Main und Heidelberg im Laufe des Jahres 1935 baute man an über 1000 km neuer Reichsautobahn. Trotz der propagandierten Arbeitsbeschaffung in großem Stil führte der Einsatz von rund 100.000 Arbeitern nicht zum erhofften Rückgang der Arbeitslosigkeit.
Die rechtsrheinische Strecke Köln–Frankfurt wurde in großen Teilen bis 1940 fertiggestellt, womit die Ballungsräume entlang des Rheins nun über eine für damalige Verhältnisse sehr leistungsfähige Fernstraße miteinander verbunden waren. Das linksrheinische Gebiet war nicht über eine Nord-Süd-Strecke, sondern eher durch mehrere Abzweige der rechts des Rheins verlaufenden Reichsautobahnen Köln–Frankfurt und Frankfurt–Heidelberg (später bis Karlsruhe verlängert) erschlossen. Die meisten dieser Strecken waren nur in Teilen fertiggestellt oder noch im Erdbau.
Südöstlich von Köln zweigte eine Strecke nach Aachen ab, die später einmal Teil eines Autobahnrings um Köln bilden sollte und einen Anschluss an die 1932 fertiggestellte Autobahn Köln–Bonn, die aus propagandistischen Gründen zur Landstraße herabgestuft wurde, hatte. Den Koblenzer Raum und das südliche Eifelgebiet bis Trier sollte eine bis 1945 nur auf einem sehr kurzen Abschnitt vollendete Autobahn bilden, die im Westerwald von der Reichsautobahn Köln–Frankfurt abzweigen, bei Bendorf den Rhein überqueren und dann quer durch die Vulkaneifel und die Wittlicher Senke nach Trier führen sollte. Schließlich entstand eine Strecke, die bei Viernheim von der Reichsautobahn Frankfurt–Heidelberg abzweigte, nördlich von Ludwigshafen über den Rhein führte, durch die nördlichen Ausläufer des Pfälzerwaldes nach Kaiserslautern und den Landstuhler Bruch schließlich nach Saarbrücken führen sollte. Die nach Trier führende Strecke sollte schließlich nach Südosten verlängert werden und bei Landstuhl auf die Reichsautobahn Saarbrücken–Mannheim treffen. Somit wäre eine Art Halbring durch das dünnbesiedelte Gebiet im südwestlichen Rheinland entstanden. Fertiggestellt war bis Kriegsende nur der Abschnitt von Viernheim nach Landstuhl, mit Ausnahme der Rheinbrücke bei Ludwigshafen.
Der Zweite Weltkrieg führte schließlich zum zunächst eingeschränkten, schließlich völligen Baustopp an den Reichsautobahnen. Ein Neuanfang im Bereich des Straßenbaus war erst nach Kapitulation der Wehrmacht und dem Einsetzen alliierter Militärregierungen möglich. Dieser beschränkte sich in erster Linie auf die Wiederherstellung gesprengter oder kriegszerstörter Bauwerke.

### Entlastung des Rheintals durch Bundesstraßen-Neubauplanung

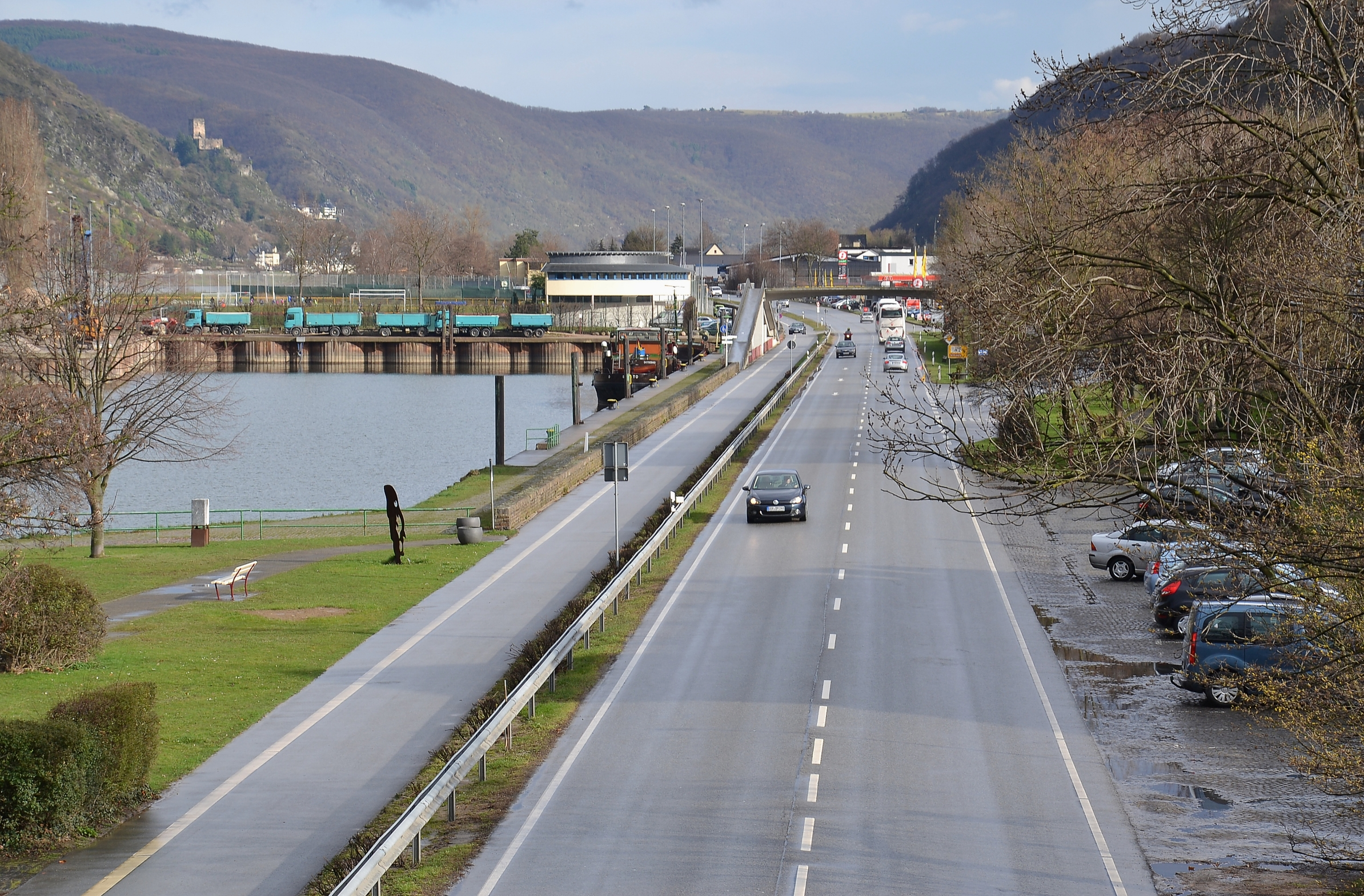
B 9 im Mittelrheintal bei Oberwesel

Der infolge des Wirtschaftswunders steigende Verkehr machte den Neu- und Ausbau zahlreicher Straßenverbindungen nötig. Auch die B 9, die auf der linken Rheinseite verlief und zwischen Koblenz und Bingen im Mittelrheintal unmittelbar parallel zum Fluss führte, war an ihrer Kapazitätsgrenze angekommen. Ein Ausbau der Straße im engen Tal mit ihren zahlreichen Ortsdurchfahrten und der parallel verlaufenden Bahnlinie erschien als unverhältnismäßig aufwändig und daher nicht sinnvoll, weshalb neue Planungsvarianten gefunden werden mussten.
Hauptinitiator der Bundesstraßen-Neubauplanung war der damalige CDU-Politiker und Landtagsabgeordnete (1947–1957) Jakob Diel aus Rümmelsheim. Aus der Ersatzbundesstraße zwischen Koblenz und Bingen entwickelte sich schließlich ein Fernstraßenprojekt entlang der linken Rheinseite bis in die Niederlande. In einer kleinen Anfrage vom 4. Oktober 1951 forderte Diel den damaligen rheinland-pfälzischen Ministerpräsidenten Peter Altmeier auf, sich für eine „Umgehungsstraße über Hunsrück und Eifel“ einzusetzen. Auch nach seinem Wechsel in den Bundestag, wo er von 1957 bis 1961 Abgeordneter war, setzte Diel sich weiterhin für den Bau der Fernstraße ein.
Schon im Dezember 1951 war es soweit: In Abstimmung zwischen Bundesverkehrsministerium und Behörden des Landes Rheinland-Pfalz wurde eine Planungsgruppe eingerichtet, um zunächst parallel zum oberen Mittelrheintal zwischen Koblenz und Bingen eine über den Hunsrück führende Fernstraße zu entwerfen. Bedingungen für die Trassierung waren nach dem Krieg neu aufgestellte Grundsätze für den Bau von leistungsfähigen Straßen. So durfte die maximale Längsneigung 4 % nicht überschreiten. Mit einem Regelquerschnitt von 11,50 m, der dem einer zweistreifigen Straße entspricht, untersuchte man fünf verschiedene Varianten in der Trassenführung, von denen zwei weiter verfolgt wurden. Die Berglinie führte über die Höhen des Hunsrücks und bot mehrfach Sichtachsen auf das Mittelrheintal. Demgegenüber führte die Tallinie westlich der Berglinie durch das Tal des Guldenbachs und führte durch den Ort Stromberg durch. Beide Linien, die mit den für eine Bundesstraße üblichen Kurvenradien entworfen wurden, vereinigten sich nördlich von Wiebelsheim wieder zu einer, die entlang des Längskamms zwischen Rhein- und Moseltal nach Norden führte. Das zunächst an der Hunsrückhöhenstraße (B 327) vorgesehene nördliche Ende der Fernstraße erwies sich als problematisch, da die sich anschließende Straße nach Koblenz wegen ihrer engen Kurvenradien und Steigungen nicht für die Aufnahme des Fernverkehrs weiter in Richtung Köln/Bonn eignete. Die fortgeschrittene Straßenplanung sah daher eine Verlängerung der Fernstraße in Richtung Bonn vor.
Im Jahr 1959 wurde schließlich durch die Straßenverwaltung Rheinland-Pfalz eine Verkehrswirtschaftliche Untersuchung einer linksrheinischen Bundesfernstraße zur Entlastung der B 9 durchgeführt. Aus der zunächst betrachteten Strecke Bonn–Koblenz–Bingen entwickelte sich schlussendlich eine Weiterführung der zu untersuchenden Trasse weiter entlang des Rheins in südliche Richtung bis nach Lauterbourg an der französischen Grenze. Somit wurde eine Erschließung der gesamten auf rheinland-pfälzischem Gebiet liegenden linken Rheinseite erstellt. Priorität wurde allerdings auf das Teilstück zwischen Koblenz und Bingen gelegt, da hier die Entlastung der B 9 und der rechtsrheinischen Autobahn Köln–Frankfurt zusammen mit der Erschließung des westlich bzw. nordwestlich der geplanten Fernstraße liegenden Mosel- und Eifelraums einherging. Für den landschaftlich am Aufwändigsten zu bauenden Abschnitt von Stromberg nach Bingen veranschlagte man einen Kostenrahmen von 28 Millionen DM.

### Erfttalstraße
Mitte der 1950er Jahre stellte die nordrhein-westfälische Landesregierungen Pläne für eine Querverbindung für den Raum westlich und südwestlich von Köln auf. Die sogenannte Erfttalstraße sollte eine leistungsfähige zweistreifige Straßenverbindung außerhalb der Einzugsgebiete von Köln und Bonn auf der linken Rheinseite darstellen. Ab 1960 wurde diese Planung zusammen mit der Eifelfernstraße, einer geplanten Schnellstraße von Köln über Euskirchen in Richtung Eifel, ausgearbeitet. Dabei wurde aufgrund der nun als höher eingeschätzten Verkehrsbelastung die vormals einbahnig und zweistreifig geplante Erfttalstraße von nun an als vierstreifige und zweibahnige Straße, ähnlich einer Autobahn, ausgeführt.
Die Planung bezog sich auf die rund 32 km lange Strecke zwischen Blessem und Gelsdorf an der Landesgrenze zu Rheinland-Pfalz. Im östlichen Abschnitt zwischen Miel und der Landesgrenze zu Rheinland-Pfalz wurde das Planfeststellungsverfahren 1964 eingeleitet und folgt einem Vorschlag der Landesplanungsgemeinschaft aus dem Jahr 1960. Dieser nimmt in großen Teilen Bezug auf den aufgeschütteten Damm für eine zwischen 1904 und 1924 gebauten, aber infolge des Ersten Weltkriegs nie fertiggestellten Bahnstrecke, die aus militärischen Gesichtspunkten entworfenen wurde und das Ruhrgebiet unter Umgehung Kölns mit Südwestdeutschland verbinden sollte. Die Trassenführung und das Material für den Damm eignete sich zum Straßenbau, sodass, mit Ausnahme der Umgehung von Rheinbach, die später realisierte Autobahn auf der ehemaligen Bahnstrasse verläuft.

### Linksrheinische Strecke und Trassenfindung
Die Planung einer linksrheinischen Strecke, wahlweise als Bundesstraße B 400 oder als später aufzustufende Autobahn, stammt aus den 1950er Jahren. Die auf nordrhein-westfälischem Gebiet liegende Trasse setzte sich aus mehreren unabhängig voneinander geplanten Schnellstraßen zusammen. Dabei handelte es sich um die Strecke von der niederländischen Grenze bei Goch entlang des linken Niederrheins nach Köln, einen Abschnitt des Kölner Autobahnrings, einem kurzen Stück der Eifelfernstraße und der sich anschließenden Erfttalstraße. Auf rheinland-pfälzischem Gebiet wurden schon weit fortgeschrittene Untersuchungen für eine durchgehende Fernstraße links des Rheins an die französische Grenze gemacht.
Ein erster Abschnitt der Umgehung Neuss wurde 1954 als zweistreifige Kraftfahrstraße eröffnet. Bis 1966 wurde diese Kraftfahrstraße schließlich vierstreifig ausgebaut und nach Süden in Richtung Köln verlängert. Die Schließung des Kölner Autobahnrings im Norden und Westen der Stadt, die schon vor dem Zweiten Weltkrieg geplant worden war, wurde bis 1965 vorangetrieben – ein kurzes Stück im Bereich des Knotenpunkts mit der Autobahn Aachen–Köln wurde schon 1962 für den Verkehr freigegeben.
Die Gesamtplanung für die Straße wurde in den 1960er Jahren konkretisiert: So fokussierte man sich auf eine Strecke von Krefeld nach Ludwigshafen, wobei im Bereich des Kölner Autobahnrings diese Strecke nicht durchgehend war – die von Krefeld bzw. Neuss her kommende Autobahn führt weiter in die Kölner Innenstadt, während die weiter nach Ludwigshafen führende Strecke die Fahrbahnen der Ruhrtangente von Dortmund her übernimmt und über den Kölner Ring hinaus nahtlos weiter nach Süden bzw. Südosten führt. Die als Erfttalstraße geplante Strecke von Erftstadt an die rheinland-pfälzische Landesgrenze wurde Bestandteil der Fernstraßenplanung.
Auf rheinland-pfälzischer Seite musste die Trassenplanung noch mehrfach modifiziert werden. Im Bereich des Regierungsbezirks Koblenz betraf dies zahlreiche Punkte: So wurde eine eigentlich kürzere Streckenführung östlich des Laacher Sees verworfen, da auf Bimsabbaugebiete Rücksicht genommen werden musste. Eine Heranführung an die eigentlich abseits der Strecke liegenden Stadt Koblenz wurde eingeplant, um die landwirtschaftlichen Flächen des Maifelds nicht zu zerschneiden und die Stadt sowohl mit der ebenfalls geplanten Autobahn Dernbach–Trier als auch mit der Strecke Krefeld–Ludwigshafen zu verbinden, sodass die Stadt gleichzeitig einen Verkehrsknotenpunkt darstellen kann. Südlich der Querung des Moseltals folgt die Trasse einer engen Kurvenkombination in Verbindung mit einer starken Längsneigung, um den Hunsrück zu durchqueren. Der Abstieg vom Hunsrück ins Nahetal zwischen Rheinböllen und Bingen wurde umgeplant, da die zunächst geplante Führung auf der Westseite des Guldenbachtals wegen eines Munitionsdepots nicht so ausgeführt werden konnte.
Die Trassenführung im Bereich des Hunsrücks wurde weitgehend auf die Wasserscheide zwischen Mosel im Westen und Rhein im Osten gelegt. Nahezu dieselbe Trasse wie die geplante Autobahn nutzte bereits vor 2000 Jahren eine Römerstraße. Um den starken Höhenunterschied zu den Seitentälern des Rheins auszugleichen, wurden teilweise Dämme errichtet. Der höchste Punkt der Strecke befindet sich mit 529 m ü. NN südlich von Pfalzfeld. Der Abstieg ins Nahetal bei Bingen weist bei einem durchgehenden Gefälle von bis zu 3,8 % über 300 m Höhenunterschied auf. Die Trassierung wurde hier durch die Berührung eines nahegelegenen Wasserschutzgebietes im von der Autobahn durchquerten Trollbachtal beeinflusst.
Auch auf dem Gebiet der Regierungsbezirke Rheinhessen und Pfalz (1968 zum Regierungsbezirk Rheinhessen-Pfalz zusammengelegt) kam es zu Planänderungen. In erster Linie wollte man landwirtschaftliche Flächen schonen und Städte im Einzugsgebiet der Strecke besser anbinden. Daher wählte man bewusst eine Trassenführung zunächst durch das Wiesbachtal, hinter Alzey dann über mehrere längere Talbrücken.
Für das südliche Ende der linksrheinischen Autobahn wurden mehrere Varianten in Betracht gezogen. Eine Möglichkeit sah vor, die Straße nach der Umgehung von Ludwigshafen an Speyer vorbei bis Germersheim zu führen, wo sich die Strecke am sogenannten Pfalzdreieck nach Süden entlang des Rheins zur französischen Grenze sowie nach Osten über den Rhein hinweg zur Autobahn Heidelberg–Karlsruhe verzweigen sollte. Vorteil dieser Planung wäre gewesen, dass die bestehende Rheinbrücke der B 35 nördlich von Germersheim als Autobahnbrücke weiter verwendet werden könnte, sodass der teure Bau einer neuen Rheinbrücke entfallen würde. Man erkannte jedoch, dass diese Variante verkehrsmäßig ungünstig war.
Im Mai 1961 wurde daher mit der Voruntersuchung für den südlichen Abschluss der linksrheinischen Strecke begonnen, die nun an der damals ebenfalls geplanten Autobahn Mannheim–Heilbronn enden sollte. Die Rheinquerung sollte nun nördlich von Speyer liegen, um einen ausreichenden Abstand zwischen der Einmündung und dem Knotenpunkt mit der bestehenden Autobahn Heidelberg–Karlsruhe gewährleisten zu können. Der Bereich zwischen beiden Autobahnknoten war als Verflechtungszone für die Verkehrsströme für sechs Fahrstreifen vorgesehen. Ein erster Vorentwurf wurde 1963 verabschiedet, dieser wurde im Juli 1964 noch einmal abgeändert, da nun die Mündungsrichtung der durchgehenden Fahrbahn auf die Fahrtrichtung Heilbronn gelegt wurde.

### Autobahnbau Köln–Hockenheim

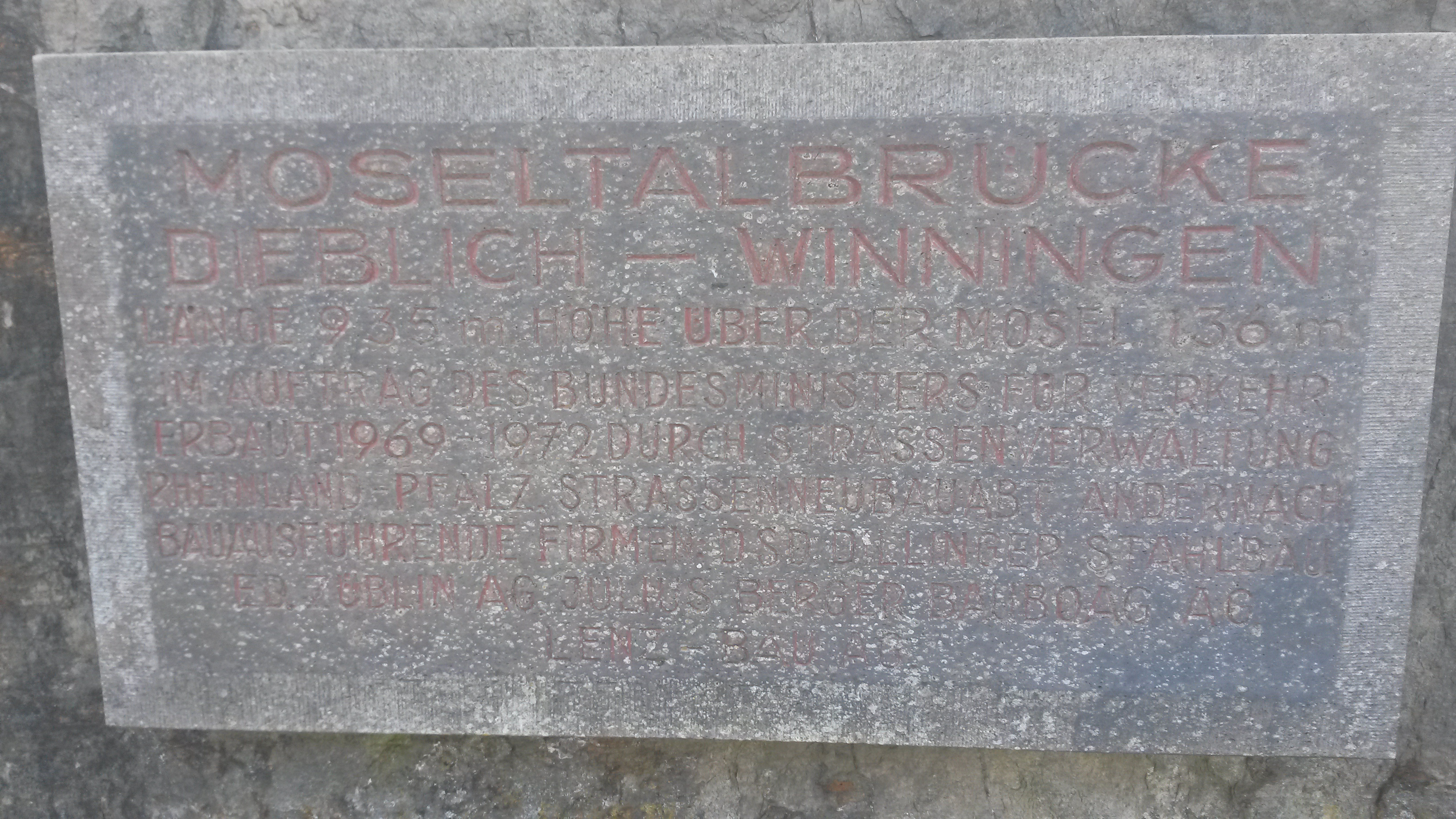
Gedenktafel zum Bau der Moseltalbrücke Winningen (1969–1972)

Mitte der 1960er Jahre wurden im ersten Bauabschnitt die Straßenbauarbeiten aufgenommen. Dabei handelte es sich um das auch zuerst geplante Teilstück zwischen Rheinböllen und Bingen, das auch zu den von der Trassenführung her aufwändigsten gehörte. Die Strecke wurde zwar im Autobahnquerschnitt (RQ 28,5) mit einer Entwurfsgeschwindigkeit von 100 km/h realisiert, allerdings noch als Bundesstraße mit der Nummer B 400 geführt. Mit Stand 1966 war eine Fertigstellung des ersten Abschnitts auf einer Richtungsfahrbahn für Anfang 1967 vorgesehen. Als 1967 das erste Stück zwischen Stromberg und Bingen für den Verkehr freigegeben wurde, widmete man gleichzeitig die gesamte Planung von einer Bundesstraße in eine Bundesautobahn um – aus der B 400 wurde nun die A 14. Nördlicher Beginn der neu ins Autobahnprogramm aufgenommenen Strecke sollte zukünftig die niederländische Grenze bei Goch sein, südliches Ende die französische Grenze bei Lauterbourg. Abschnitte unter Verkehr existierten zu diesem Zeitpunkt bereits zwischen Neuss und Köln sowie als Teil des nordwestlichen Kölner Rings.
Zwei Jahre nach dem ersten Stück wurde 1969 das Teilstück zwischen Rheinböllen und Stromberg fertiggestellt, geplant war ursprünglich die Freigabe der ersten Richtungsfahrbahn für Ende 1968. Die Inbetriebnahme fand später statt, da dieser Abschnitt weitaus aufwändiger zu bauen war. Für die Querung des Soonwalds oberhalb des Guldenbachtals wurden zwei sehr hohe Talbrücken gebaut.
Die Gesamtstrecke zwischen dem Kölner Ring und dem Autobahndreieck mit der Autobahn Mannheim–Heilbronn bei Hockenheim wurde innerhalb von knapp 10 Jahren vollendet. Eine Fortführung über Krefeld hinaus zur niederländischen und von Ludwigshafen nach Süden zur französischen Grenze war für einen späteren Zeitpunkt geplant, blieb allerdings Teil der Streckenplanung. So wurden 1970 die Abschnitte Kreuz Ludwigshafen–Mutterstadt in der westlichen Peripherie der Rhein-Neckar-Region und Weilerswist–Miel als erstes fertiggestelltes Teilstück in Nordrhein-Westfalen dem Verkehr übergeben. Im Jahr darauf, 1971, wurde die Autobahn im Hunsrück von Rheinböllen aus nach Norden bis Laudert verlängert sowie zwischen dem Kreuz Ludwigshafen und dem Kreuz Frankenthal mit der Autobahn Saarbrücken–Mannheim fertiggestellt.
Zahlreiche neue Abschnitte wurden 1972 dem Verkehr übergeben: Mit dem Abschnitt Kreuz Köln-West–Weilerswist war der Anschluss an den nahtlos weiterführenden nordwestlichen Kölner Autobahnring hergestellt. Weiterhin wurde vom Kreuz Koblenz mit der Autobahn Dernbach–Trier bis zur Anschlussstelle Koblenz/Waldesch der Abschnitt fertiggestellt, der mit der Moseltalbrücke das höchste aller Brückenbauwerke entlang der Strecke aufweist. Die Bauarbeiten für die 935 m lange Brücke begannen 1969, bei ihrer Fertigstellung gehörte sie mit 135 m Höhe zu den höchsten Autobahnbrücken der Welt. Noch heute ist sie – nach der Kochertalbrücke im Verlauf der A 6 und der Hochmoselbrücke – die dritthöchste Straßenbrücke Deutschlands. Eine weitere Verlängerung des Abschnitts im Hunsrück führte von Laudert nördlich nach Emmelshausen. Am südlichen Ende wurden die Strecken Mutterstadt–Kreuz Speyer und Anschlussstelle Hockenheim–Dreieck Hockenheim fertiggestellt. Lediglich die Rheinquerung zwischen Speyer und Hockenheim fehlte für den Lückenschluss.
Im Jahr 1973 wurde die Autobahn von Miel bis nach Bad Neuenahr-Ahrweiler verlängert, womit der in Nordrhein-Westfalen gelegene Abschnitt der A 14 südlich von Köln durchgehend war. Hier verläuft die Autobahn über die Trasse einer nicht fertiggestellten strategischen Bahnlinie aus der Zeit des Ersten Weltkriegs. Zwischen Meckenheim und Bad Neuenahr wurde ein Autobahn-Behelfsflugplatz eingerichtet, damit die Straße selbst in Krisenzeiten als Start- und Landebahn für Flugzeuge fungieren konnte, die hochrangige Regierungsmitglieder zum Regierungsbunker im Ahrtal bringen sollten. Dieser Abschnitt ist daher schnurgerade mit herausnehmbaren Leitplanken, keinen kreuzenden Konstruktionen und großen Parkplätzen an beiden Enden des Abschnitts ausgeführt. Weiterhin wurde die Strecke im Hunsrück durch den Lückenschluss zwischen Emmelshausen und Laudert vollendet. Lücken bestanden zu diesem Zeitpunkt nur noch zwischen Bad Neuenahr-Ahrweiler und Koblenz, Bingen und Frankenthal sowie Speyer und Hockenheim.
Zwischen Mendig und dem Kreuz Koblenz wurde 1974 ein Teilstück gebaut. Da die Streckenführung in einer langgezogenen Steigung bzw. im Anschluss einem langgezogenen Gefälle über die hügelige Osteifel hinweg führt, wurde in Richtung der Steigung ein Zusatzfahrstreifen eingerichtet. Darüber hinaus konnte die als Schrägseilbrücke ausgeführte Rheinbrücke bei Speyer nach dreijähriger Bauzeit für den Verkehr freigegeben werden. Hiermit wurde gleichzeitig der Autobahnring um die Städte Mannheim und Ludwigshafen geschlossen, der daneben noch aus Abschnitten der Strecken Saarbrücken–Mannheim und Frankfurt–Mannheim–Heilbronn besteht.
Die verbliebenen beiden Abschnitte zwischen Bad Neuenahr-Ahrweiler und Mendig sowie zwischen Bingen und Frankenthal wurden 1975 fertiggestellt. Letztgenanntes Stück ist mit 57 km Länge das längste an einem Stück freigegebene im Zuge der gesamten Neubaustrecke. Es handelt sich um das durch Rheinhessen führende Teilstück.
Die zuletzt fertiggestellte Strecke von Bad Neuenahr-Ahrweiler über Mendig nach Koblenz weist zahlreiche lange Talbrücken auf, darunter auch mit der über 1500 m langen Ahrtalbrücke das längste Brückenbauwerk der Strecke. Ein Teil der Autobahn führt durch Gebiet, das aufgrund von Heilquellen unter Schutz gestellt wurde. Im Zuge der Gesamtfertigstellung der Strecke Köln–Hockenheim fand die Einweihungsfeier an dieser Brücke statt. Der beim Festakt anwesende Bundesverkehrsminister Kurt Gscheidle unterstrich in seiner Rede die wirtschaftliche Bedeutung der neuen Autobahn, gerade auch für den Tourismus. Der damalige rheinland-pfälzische Ministerpräsident Helmut Kohl hob die Bedeutung der leistungsfähigen Straßenanbindung des linksrheinischen Gebiets hervor, die das Ende einer langen Zeit markierte, in der Investitionen auf diesem Gebiet in erster Linie von militärisch-strategischen Gesichtspunkten abhingen. Die Gesamtkosten für den Bau der Autobahn wurden mit 2,5 Milliarden Mark beziffert. Die Ahrtalbrücke wurde zunächst nur mit einer Richtungsfahrbahn und ohne die heute vorhandenen Lärmschutzwände eröffnet. Es dauerte noch bis 1976, als auch die zweite Fahrbahn fertiggestellt und in Betrieb genommen wurde.

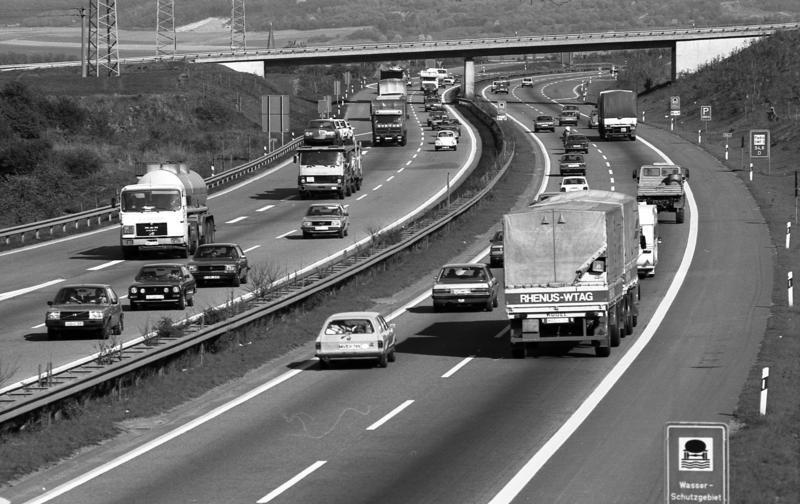
Zwischen Mendig und Plaidt 1981
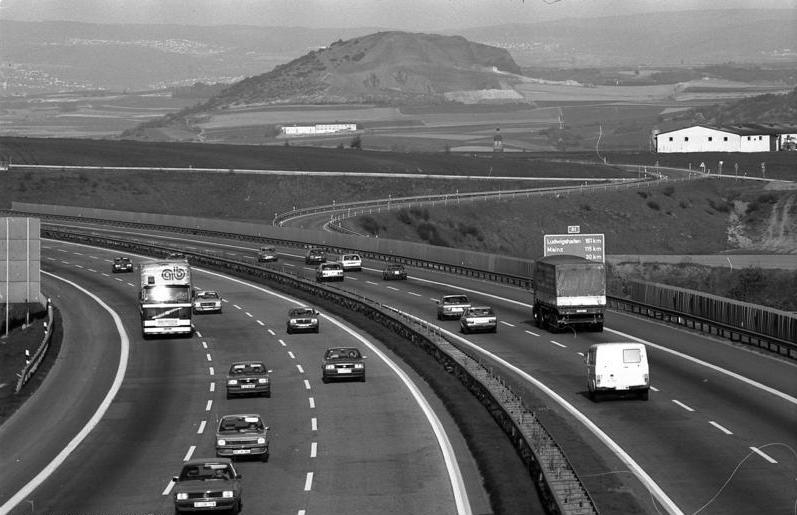
Dieselbe Stelle, Blickrichtung Koblenz

### Einführung der BezeichnungBundesautobahn 61

Um auf der BAB 61 zu bleiben, muss von Süden her kommend am Dreieck Erfttal die Fahrbahn verlassen werden. Die geradeaus weiter verlaufende BAB 1 führt auf den Kölner Autobahnring

Zum 1. Januar 1975 wurde für die Autobahnen in der Bundesrepublik Deutschland und West-Berlin ein neues, einheitliches Nummerierungsschema eingeführt. Waren zunächst nur intern geführte Nummerierungen verwendet worden und auf den Wegweisern ausschließlich die Nummern der auf der Trasse verlaufenden Europastraßen ausgeschildert, wurde die neue nationale Nummerierung vorgezogen. Ein zuvor im Bedarfsplan Bundesfernstraßen 1971–1985 beschriebenes System, das den vom Berliner Ring abzweigenden Strecken die einstelligen Nummern A 1 bis A 6 zuordnete, konnte sich, auch im Hinblick auf die damals noch bestehende Deutsche Teilung, nicht durchsetzen.
Im Zuge der Neuordnung der Autobahnnummern ließ man die Idee einer durchgehenden linksrheinischen Autobahn zwischen niederländischer und französischer Grenze fallen und vergab den gebauten Strecken unterschiedliche Nummern: Der Teil nördlich von Köln wurde zur BAB 57, der Abschnitt des Kölner Rings bis Erftstadt ein Teil der BAB 1 zwischen Puttgarden und Saarbrücken und der Abschnitt südlich von Erftstadt bis zur Einmündung in die nun BAB 6 genannte Verbindung Saarbrücken–Amberg wurde zur Bundesautobahn 61. Das nördliche Ende wurde allerdings nicht nach Erftstadt gelegt, sondern die Nummerierung auf die bei Blessem abzweigende Strecke in Richtung Venlo (bislang intern als A 203 bezeichnet) weitergeführt. Diese war zwischen dem südlichen Stadtrand von Mönchengladbach und Kerpen allerdings noch nicht gebaut, der Lückenschluss folgte erst in den 1980er Jahren.
Anhand der durchgehenden Fahrbahn aus Richtung Koblenz in Richtung Köln und umgekehrt am Abzweig bei Blessem (heutiges Dreieck Erfttal, auch als Abzweig Erfttal ausgeschildert) lässt sich die ursprünglich vorgesehene durchgehende Nummerierung als A 14 in Richtung Köln noch nachvollziehen.
Nordwestlich von Speyer sollte später die A 14 die Hauptfahrbahn wechseln und nach Süden über Germersheim und Wörth nach Frankreich führen. Mit Einführung des neuen Nummernsystems 1975 wurde dieser Teil als separate Autobahn (BAB 69) geplant. In den 1980er Jahren wurde diese Planung aufgegeben und stattdessen ein autobahnähnlicher Ausbau der B 9 fokussiert.

### Strecke Venlo–Erftstadt
Die Fortsetzung der Erfttalstraße nach Nordwesten, parallel zur Erft und zum Vorgebirge, wurde Anfang der 1970er Jahre in Angriff genommen. Die als Autobahn ausgebaute Straße sollte über Bergheim, Mönchengladbach und Viersen bis an die niederländische Grenze bei Venlo reichen. Im damaligen Nummerierungsschema war ihr die Nummer A 203 zugeordnet worden, ab 1975 mit der Einführung des heutigen Nummernsystems wurde sie Teil der BAB 61.
Der erste, 1972 fertiggestellte Abschnitt bildete das nördliche Ende und führte vom Grenzübergang Schwanenhaus bis Süchteln. Der neu eingerichtete Grenzübergang, obwohl gemeinhin als Schwanenhaus bezeichnet, lag allerdings nicht an der gleichnamigen Straße, die bereits seit dem 19. Jahrhundert die Grenze zwischen beiden Staaten markiert, sondern in einiger Entfernung östlich von dieser an der Straße Keulse Barrière (dt. Kölner Barriere). Einige hundert Meter zweibahniger Straße wurden auch auf niederländischem Gebiet nördlich der von deutschem und niederländischem Zoll gleichermaßen benutzten Anlage gebaut, diese endeten dort an einem großen Kreisverkehr. Der alte Grenzübergang am eigentlichen Schwanenhaus wurde für Kraftfahrzeuge gesperrt und Fußgängern sowie Radfahrern vorbehalten.
Drei weitere Abschnitte der A 203 wurden 1973 für den Verkehr übergeben: Von Süchteln nach Viersen, von der Anschlussstelle Mönchengladbach-West (heute Mönchengladbach-Nordpark) zu einem provisorischen Anschluss ins nachrangige Straßennetz bei Borschemich sowie am südlichen Ende von der Anschlussstelle Kerpen-Süd (heute Türnich) zum Autobahndreieck mit der linksrheinischen Autobahn A 14 bei Blessem. Im Jahr 1974 wurde schließlich das Teilstück zwischen Viersen und Mönchengladbach-West fertiggestellt, sodass die Strecke von der niederländischen Grenze bis südlich von Mönchengladbach durchgehend unter Verkehr war. Es verlieb für mehrere Jahre eine Baulücke zwischen Borschemich und Kerpen.
Erst Ende der 1970er Jahre wurde an der Autobahn, nun als BAB 61, wieder weitergebaut. Das erste neue Teilstück führte vom nun stillgelegten provisorischen Anschluss bei Borschemich zum Kreuz Jackerath mit der BAB 44 (Aachen–Düsseldorf) und wurde 1981 eröffnet. Schrittweise wurde nun die Lücke zwischen den Autobahnen 44 und 4 geschlossen: 1983 war sie bis zur Anschlussstelle Bergheim/Elsdorf (heute Bergheim) fertig, 1986 bis Bergheim-Süd und 1987 schließlich bis Türnich. Im Zuge dieser Bauarbeiten entstand auch das Kreuz Kerpen mit der BAB 4. Allerdings war in diesem Bereich zunächst nur eine Richtungsfahrbahn fertiggestellt, die zweite wurde 1988 eröffnet.

### Trassenverlegung und Anbindung ans niederländische Autobahnnetz

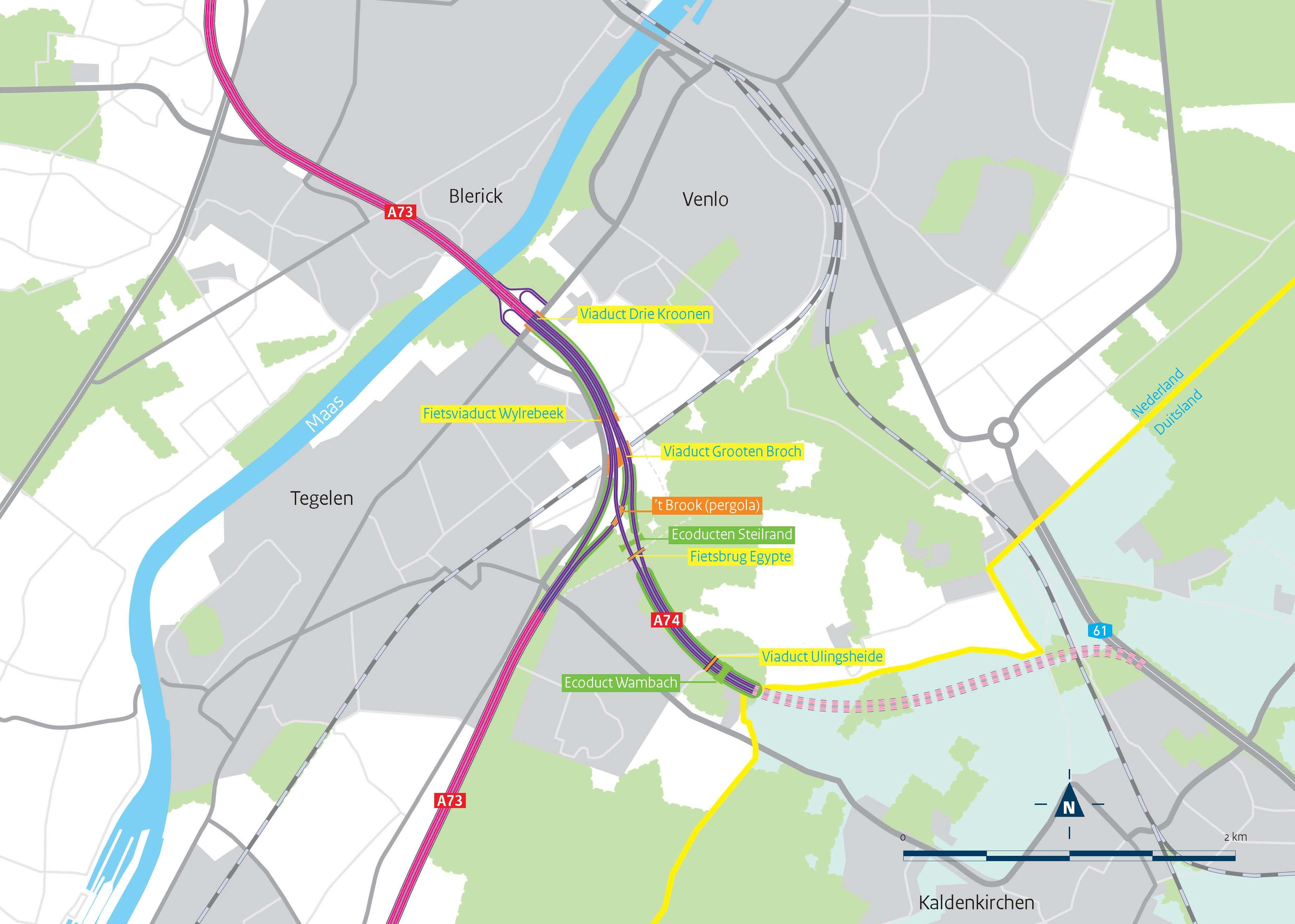
Übersichtskarte zur grenzüberschreitenden Neubaustrecke

Das nördliche Autobahnende am Grenzübergang Schwanenhaus entwickelte sich im Laufe der Zeit immer mehr zu einem Nadelöhr. Die einzige Anbindung ans restliche niederländische Autobahnnetz führte über innerstädtische Straßen und die Stadsbrug in Venlo zum Autosnelweg A 73. Insbesondere für den LKW-Verkehr war die bisherige Situation problematisch, zumal eine Fortführung als Autobahn im Stadtgebiet von Venlo baulich nicht ohne weiteres möglich gewesen wäre. Durchschnittlich 19.000 Fahrzeuge, davon ein Viertel Schwerlastverkehr, nutzten zuletzt die Innenstadtroute zwischen BAB 61 und A 73. Zusätzlich zum Durchgangsverkehr mischte sich außerdem noch der Lokalverkehr auf dieser Strecke.
Das erste Planfeststellungsverfahren für den Lückenschluss wurde im Jahr 1995 begonnen. Diskutiert wurden mehrere Varianten, die entweder einen Anschluss an die A 73 südlich an Venlo vorbei oder an die A 67 östlich an Venlo vorbei (entlang der Klagenfurtlaan) bilden sollten. Das 1998 verabschiedete Trassenkonzept sah die südliche Umfahrung mit Anbindung an die A 73 vor, seitens des niederländischen Verkehrsministers Rolf de Boer wurde 2002 die sogenannte Plateauvariante bevorzugt, die auf Einschnitte und Dämme aus Kostengründen verzichtete, jedoch aufgrund zu hoher vermuteter Feinstaubbelastung zurückgewiesen wurde. Die A 73 in Richtung Roermond ist in diesem Bereich seit Ende 2007 unter Verkehr und ging aus dem kreuzungsfreien Umbau mehrerer breiter Stadtstraßen im Bereich der Maasquerung (Zuiderbrug) hervor.
Im Rahmen eines deutsch-niederländischen Staatsvertrags von 2005 verpflichteten sich beide Länder, die bislang im Grenzgebiet unterbrochenen Verbindungen an den Grenzübergängen bei Venlo/Nettetal (BAB 61), Niederkrüchten/Roermond (BAB 52) und Selfkant/Sittard (BAB 46 bzw. B 56n) zu schließen. Die Neuplanung der Verbindung BAB 61–A 73, die von 2007 bis 2009 durchgeführt wurde, verläuft aus Lärmschutzgründen in einem Einschnitt. Zudem wird auf niederländischer Seite eine Grünbrücke errichtet. 2 km der Neubaustrecke liegen in den Niederlanden, 3 km in Deutschland. Mit Inkrafttreten des Planfeststellungsbeschlusses im April 2010 konnte der Bau der neuen Trasse starten. Nachdem auch auf niederländischer Seite im April 2011 Baurecht bestanden hatte, begann man unmittelbar mit dem Bau der Strecke.
Die Baukosten für den deutschen Anteil betrugen rund 62 Millionen Euro, wobei 5 Millionen Euro vom Königreich der Niederlande finanziert wurden. Der Zeitplan für die Fertigstellung war von Anfang an sehr eng gesteckt: Die Fertigstellung der neuen grenzüberschreitenden Verbindung war für März 2012 vorgesehen. Bedingt wurde dies unter anderem durch die am 5. April 2012 startende Floriade, eine internationale Gartenschau, die in diesem Jahr in Venlo stattfand. Letztlich wurde die neue Verbindung, die auf niederländischer Seite die Bezeichnung A 74 bekommen hat, am 4. April 2012 und damit genau einen Tag vor Eröffnung der Floriade für den Verkehr freigegeben.
Auf deutscher Seite entstand an der neuen Trasse der BAB 61 eine neue Anschlussstelle (Nettetal-West), die das schon seit Ende der 1990er Jahre geplante Gewerbegebiet VeNeTe (benannt nach den umliegenden Städten Venlo, Nettetal und Tegelen) an das Fernstraßennetz anschließen soll. Die Anschlussstelle wurde allerdings erst ein Jahr nach Fertigstellung der Neubautrasse im April 2013 eröffnet.

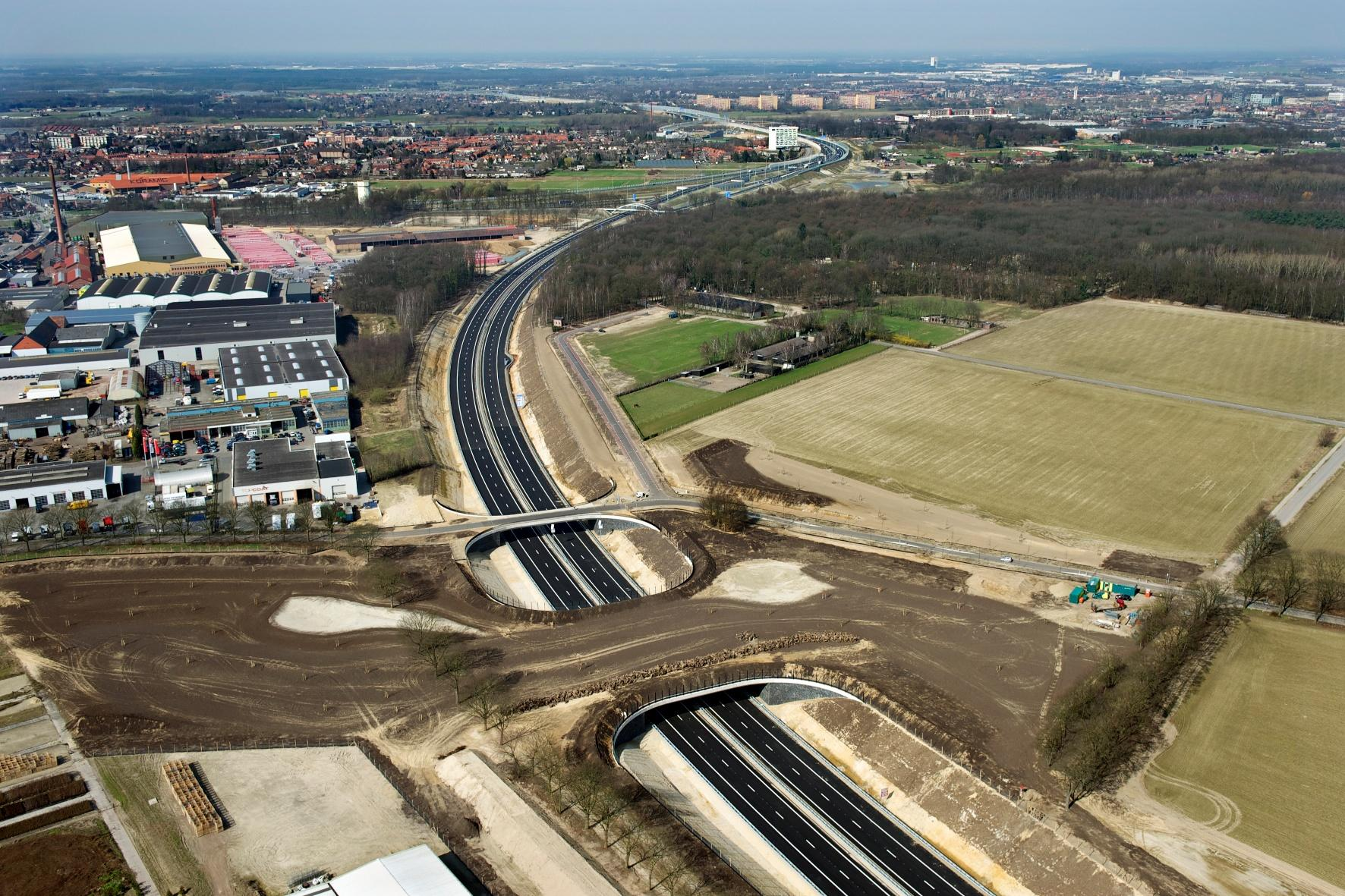
Neubautrasse mit Grünbrücke am Tag der Eröffnung
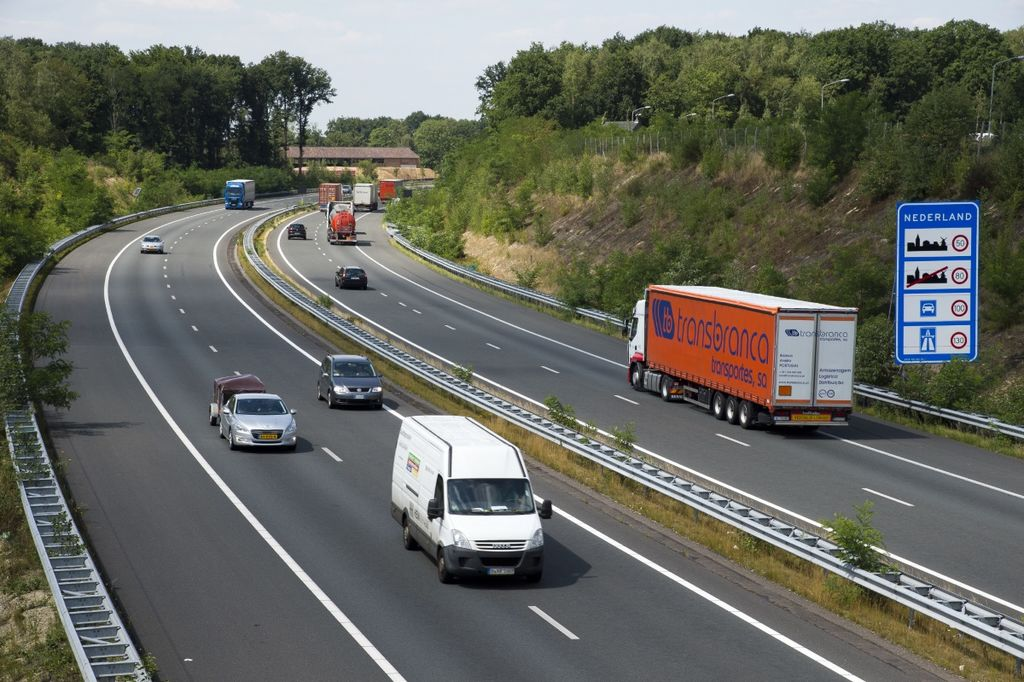
Neuer Grenzübergang unter Verkehr

### Liste der Verkehrsfreigaben
| Abschnitt                                                          | Jahr | km      | Bemerkungen |
| ------------------------------------------------------------------ | ---- | ------- | --- |
| Grenzübergang Heidenend – AS Kaldenkirchen-Nord                    | 2012 | 3,0 km  | Neue Trasse zu niederländischen Grenze, ersetzt ehem. Grenzübergang Schwanenhaus                                                                               |
| (Grenzübergang Schwanenhaus) – AS Kaldenkirchen-Nord – AS Süchteln | 1972 | 14,4 km | Alte Trasse zum ehem. Grenzübergang Schwanenhaus stillgelegt und renaturiert                                                                                   |
| AS Süchteln – AS Viersen                                           | 1973 | 3,0 km  | |
| AS Viersen – AS Mönchengladbach-West                               | 1974 | 6,0 km  | |
| AS Mönchengladbach-West – Borschemich                              | 1973 | 13,0 km | |
| Borschemich – Kreuz Jackerath                                      | 1981 | 5,9 km  | Abschnitt wegen Braunkohletagebau seit 2018 stillgelegt und abgerissen Ein Wiederaufbau ab 2035 vorgesehen, ist jedoch seit spätestens 2022 nicht mehr geplant |
| Kreuz Jackerath – AS Bergheim/Elsdorf                              | 1983 | 14,8 km | |
| AS Bergheim/Elsdorf – AS Bergheim-Süd                              | 1986 | 3,6 km  | |
| AS Bergheim-Süd – AS Kerpen-Türnich                                | 1987 | 12,8 km | Zweite Richtungsfahrbahn zwischen AS Bergheim-Süd und AS Kerpen-Türnich erst 1988 freigegeben                                                                  |
| AS Kerpen-Türnich – Dreieck Erfttal                                | 1970 | 7,1 km  | |
| (AS Frechen –) Dreieck Erfttal – AS Weilerswist                    | 1972 | 18,9 km | Davon 13,1 km heutige BAB 1 |
| AS Weilerswist – AS Miel                                           | 1970 | 12,0 km | |
| AS Miel – Dreieck Bad Neuenahr-Ahrweiler                           | 1973 | 19,5 km | |
| AS Rheinbach                                                       | 1973 |         | |
| Dreieck Bad Neuenahr-Ahrweiler – AS Mendig                         | 1975 | 26,3 km | Zweite Richtungsfahrbahn auf Ahrtalbrücke erst 1976 freigegeben                                                                                                |
| AS Mendig – Kreuz Koblenz                                          | 1974 | 19,5 km | |
| Kreuz Koblenz – AS Koblenz/Waldesch                                | 1972 | 15,6 km | |
| AS Koblenz/Waldesch – AS Emmelshausen                              | 1973 | 10,0 km | |
| AS Emmelshausen – AS Laudert                                       | 1972 | 9,9 km  | |
| AS Laudert – AS Rheinböllen                                        | 1971 | 10,7 km | |
| AS Rheinböllen – AS Stromberg                                      | 1969 | 11,0 km | Gebaut als Bundesstraße B 400, ab Eröffnung als Bundesautobahn geführt                                                                                         |
| AS Stromberg – AS Bingen                                           | 1967 | 11,0 km | Gebaut als Bundesstraße B 400, ab Eröffnung als Bundesautobahn geführt                                                                                         |
| AS Bingen – Kreuz Frankenthal                                      | 1975 | 56,9 km | |
| Kreuz Frankenthal – Kreuz Ludwigshafen                             | 1971 | 9,9 km  | |
| Kreuz Ludwigshafen – Kreuz Mutterstadt                             | 1970 | 4,0 km  | |
| Kreuz Mutterstadt – AS Speyer                                      | 1972 | 14,4 km | |
| AS Speyer – AS Hockenheim                                          | 1974 | 5,3 km  | |
| AS Hockenheim – Dreieck Hockenheim                                 | 1972 | 4,0 km  | |

## Ausbau
Die BAB 61 ist derzeit überwiegend vierstreifig. Nur der Abschnitt zwischen dem Autobahndreieck Erfttal bei Erftstadt und dem Autobahnkreuz Bliesheim ist von Anfang an sechsstreifig gebaut worden, da hier die BAB 1 auf derselben Trasse verläuft und dementsprechend ein höheres Verkehrsaufkommen aufweist. Der inzwischen wegen des Braunkohletagebaus Garzweiler abgerissene Abschnitt zwischen dem Autobahndreieck Mönchengladbach-Wanlo und dem alten Autobahnkreuz Jackerath wurde 2005 von vier auf sechs Fahrstreifen ausgebaut, um den Verkehr der zu diesem Zeitpunkt abgerissenen BAB 44 aufzunehmen. Einige Steigungsstrecken in Eifel und Hunsrück sind darüber hinaus einseitig dreistreifig ausgebaut, zum Teil ist der Standstreifen als Fahrstreifen freigegeben.
Die Abschnitte zwischen Rheinböllen und der Raststätte Hunsrück sowie zwischen Kreuz Frankenthal und der Rheinbrücke sind im Bundesverkehrswegeplan als Laufende und fest disponierte Vorhaben enthalten. Darüber hinaus ist der vollständige sechsstreifige Ausbau der BAB 61 vom Kreuz Mönchengladbach bis zur Rheinbrücke bei Speyer zum großen Teil in der Kategorie Weiterer Bedarf mit Planungsrecht vorgesehen, wobei nur der Abschnitt zwischen Kreuz Bliesheim und Mendig in der höchsten Kategorie Vordringlicher Bedarf – Engpassbeseitigung eingestuft ist.

### Ausbau und Abriss zwischen Mönchengladbach-Wanlo und Jackerath

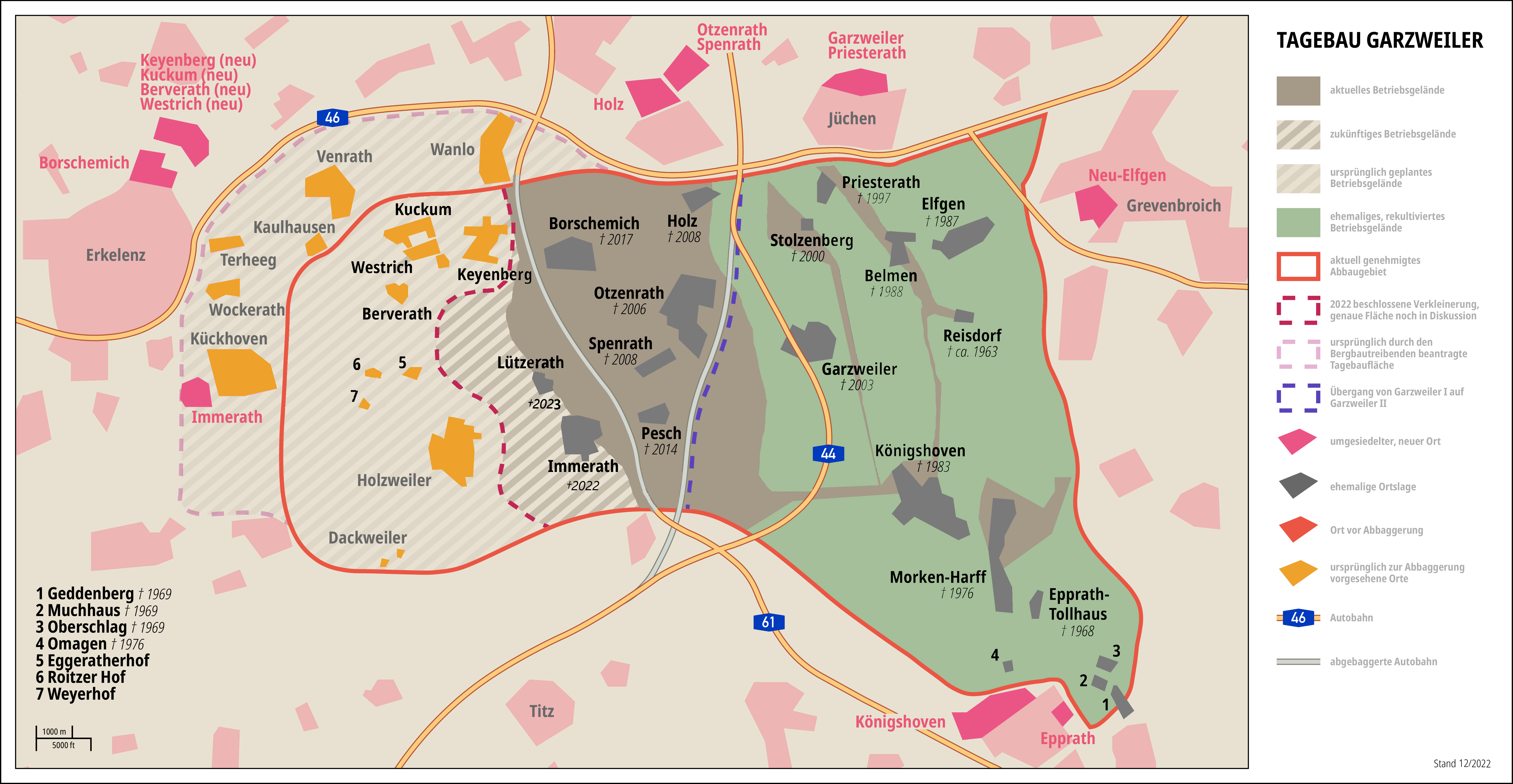
Übersichtskarte Tagebau Garzweiler und das Gebiet durchquerende Autobahnen

Der Abschnitt zwischen dem damaligen Kreuz Wanlo und dem Kreuz Jackerath verlief durch das westliche Erweiterungsgebiet des Braunkohlentagebaus Garzweiler II. Um den Verkehr der im Oktober 2005 gesperrten und ebenfalls aufgrund des Tagebaus abgerissenen BAB 44, die zwischen Jackerath und dem Kreuz Holz nahezu parallel zur BAB 61 verlief, aufnehmen zu können, wurde das Teilstück der BAB 61 bis September 2005 sechsstreifig ausgebaut. Gleichzeitig wurde das Kreuz Wanlo, das bereits beim Bau in den 1970er Jahren mit einer Direktrampe (Venlo–Düsseldorf) angelegt wurde, um eine zweite Direktrampe (Düsseldorf–Koblenz) erweitert und als Ersatz für die ehemalige Anschlussstelle Otzenrath der BAB 44 eine neue Anschlussstelle (Mönchengladbach-Wanlo) südlich des Autobahnkreuzes angelegt. Den Ausbau finanzierte die RWE-Tochtergesellschaft Rheinbraun.
Da mit dem Fortschreiten des Tagebaus nach Westen auch das Gebiet, durch das die BAB 61 führt, erreicht wird, begann man im Mai 2012 nach Beendigung des Tagebaus und Aufschüttung der Grube mit der Wiederherstellung der BAB 44. Ursprünglich sollte die neu trassierte und nun sechsstreifige Strecke zwischen einem neu gebauten Autobahnkreuz bei Jackerath und dem bestehenden Kreuz Holz (seit 2005 zwischenzeitlich Dreieck Holz) im Jahr 2017 fertiggestellt und die BAB 61 zwischen Wanlo und Jackerath gleichzeitig stillgelegt werden. Die Fertigstellung verzögerte sich jedoch um ein Jahr, sodass erst im Sommer 2018 die Neubaustrecke in Betrieb gehen konnte. Zusätzlich wurde die BAB 46 zwischen Wanlo und Holz auf sechs Fahrstreifen ausgebaut. Die Neu- und Ausbaumaßnahmen kosteten rund 110 Millionen Euro.
Zum 1. Juli 2018 wurde die Neubaustrecke der BAB 44 in nördliche Richtung in Betrieb genommen, die südliche Richtung folgte am 2. September 2018. Gleichzeitig begann der Rückbau der BAB 61 zwischen Wanlo und Jackerath. Die Anschlussstellen Mönchengladbach-Wanlo und Jackerath bleiben erhalten und bilden nun das jeweils nördliche bzw. südliche Ende der BAB 61-Abschnitte. Dennoch wurde das Kreuz Wanlo in Autobahndreieck Wanlo umbenannt, obwohl es nach wie vor ein Autobahnkreuz bleibt, da die BAB 61 in südlicher Richtung weiterhin bis zur einen Kilometer entfernten Anschlussstelle Mönchengladbach-Wanlo führt.
Ein Wiederaufbau der Bundesautobahn 61 war nach Fortschreiten des Tagebaus ab 2035 vorgesehen, ist jedoch seit spätestens 2022 nicht mehr geplant. Hintergrund ist, dass durch den Kohleausstieg 2030 die Autobahn aufgrund der
veränderten Geometrie und Lage des Tagebaurestsees nicht wie vorgesehen wiederhergestellt werden kann.

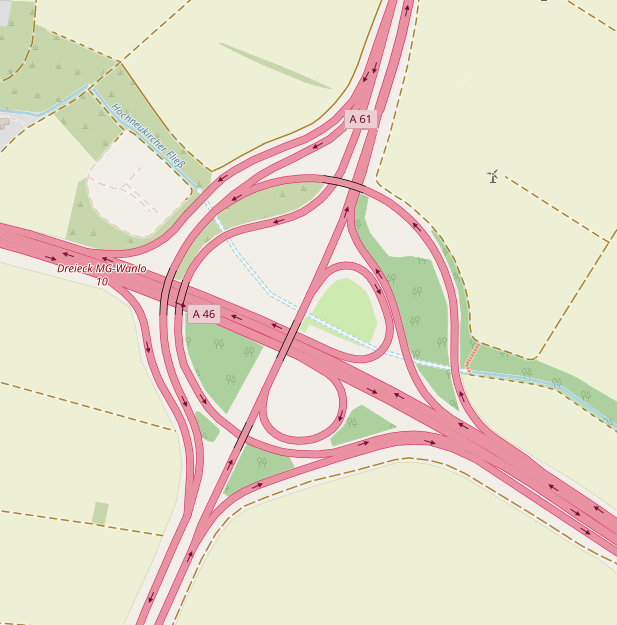
Umgebautes Autobahnkreuz Wanlo mit zweiter Direktrampe (Ost→Süd)
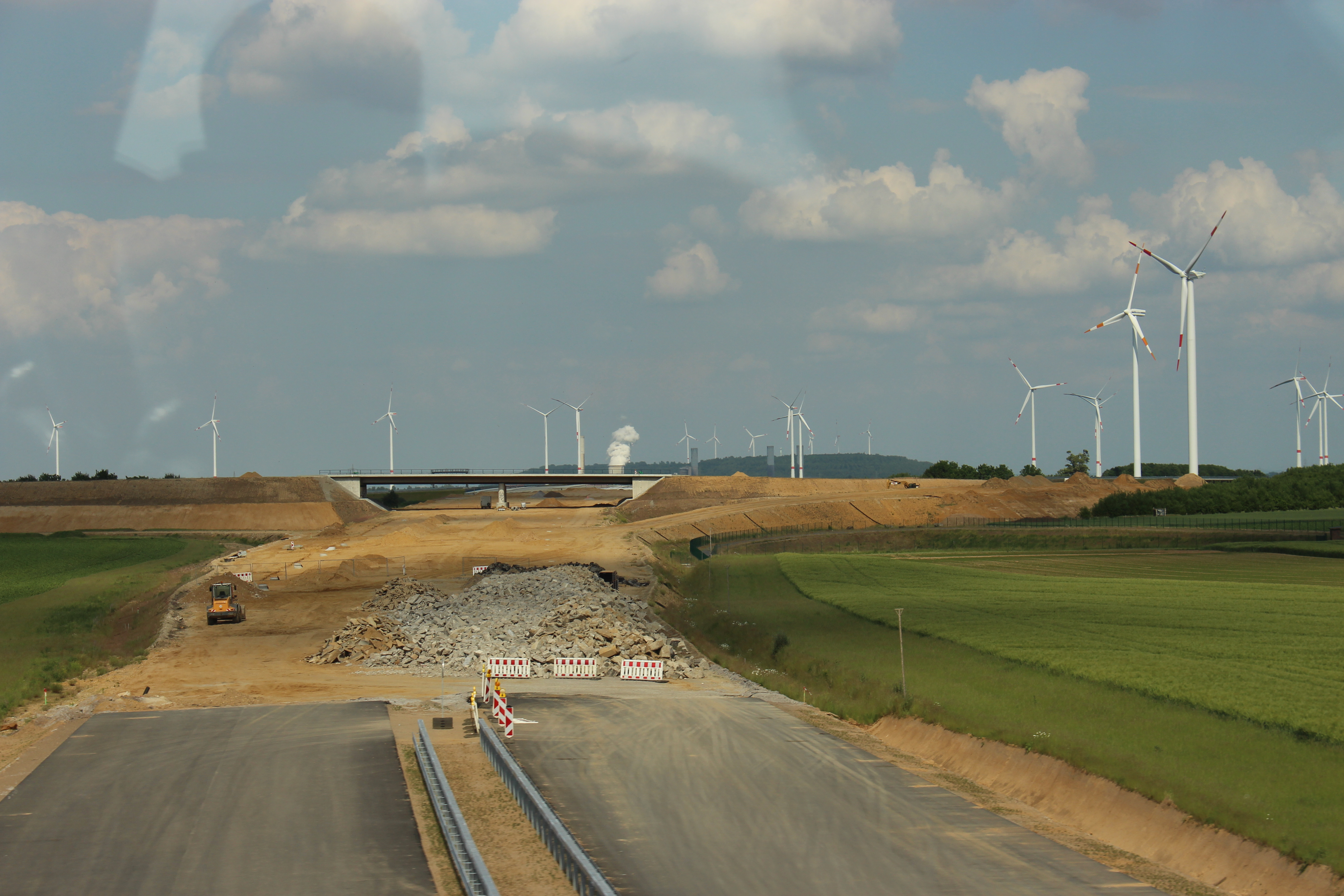
Wiederherstellung der BAB 44 am Tagebau Garzweiler
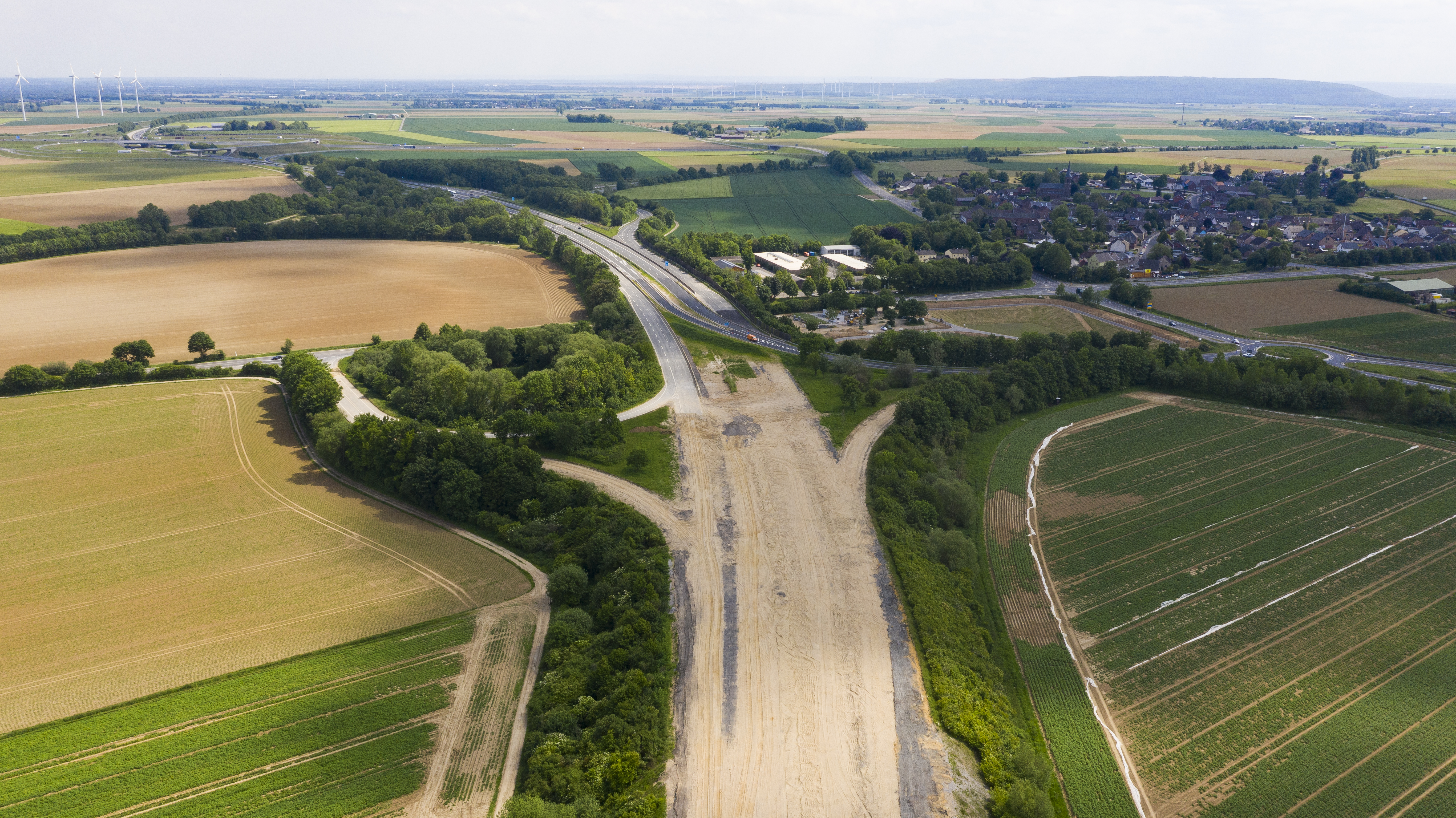
Abriss der BAB 61 an der AS Jackerath
Altes und neues Autobahnkreuz Jackerath

### Sechsspuriger Ausbau Rheinböllen – Stromberg
Zwischen der Anschlussstelle Rheinböllen und der Rastanlage Hunsrück wird die Autobahn derzeit (2021) von vier auf sechs Fahrstreifen erweitert, wobei auch zwei große Brückenbauwerke (Pfädchensgraben- und Tiefenbachtalbrücke) durch Neubauten ersetzt werden. Erste Voruntersuchungen für den Ausbau der 7,6 km langen Strecke wurden bereits 1992 durchgeführt. Die Überlegung, durch eine veränderte Trasse auf beide Brückenbauwerke gänzlich zu verzichten, wurde aus Kostengründen nicht weiter verfolgt, sodass die Trasse beibehalten wird und stattdessen beide Talbrücken abgerissen und neu gebaut werden.
Die Vorarbeiten für den sechsstreifigen Ausbau begannen am 3. Oktober 2015. Am 16. und 17. April 2016 wurde die Autobahn zwischen den Anschlussstellen Rheinböllen und Stromberg erstmals komplett für zwei Tage gesperrt, da zur Geländegewinnung zwei Brückenwerke abgerissen werden. Der Ausbauabschnitt ist in insgesamt drei Baulose aufgeteilt. Mit dem Neubau der beiden Großbrücken, die sich im mittleren Baulos befinden, wurde mit einem offiziellen Spatenstich am 30. März 2017 begonnen. Neben Brückenneubau und Fahrbahnverbreiterung werden auch neue Lärmschutzmaßnahmen konzipiert. Geplant war ursprünglich eine Bauzeit von acht Jahren, mittlerweile wird von einer Fertigstellung im Sommer des Jahres 2025 ausgegangen.
- Brückenabriss auf der BAB 61 am 16. April 2016 anlässlich des sechsspurigen Ausbaus der Autobahn

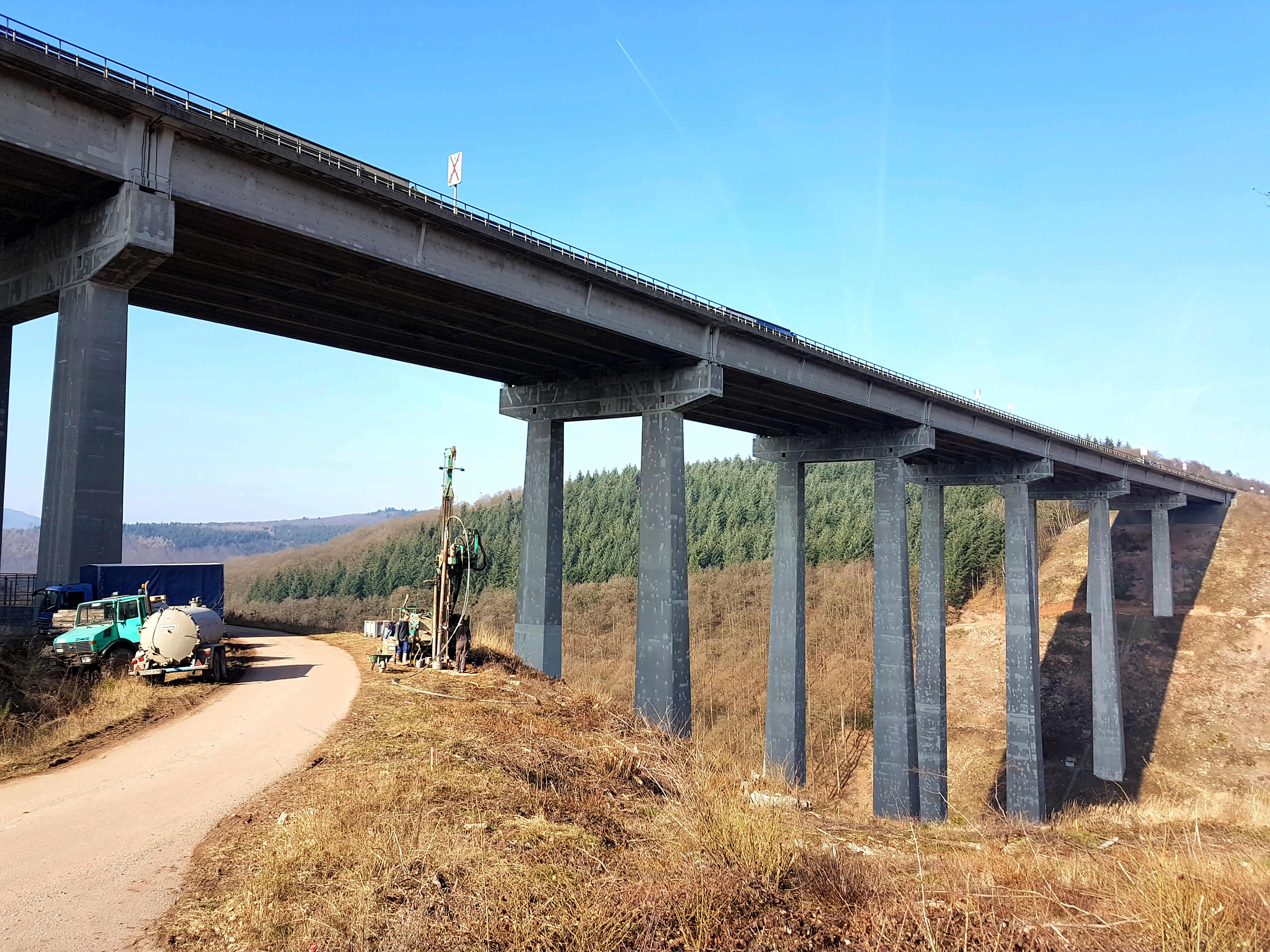
Die alte, abzureißende Tiefenbachtalbrücke in der Gemarkung Daxweiler. Die neue, sechsspurige Brücke wird parallel zur bestehenden Brücke gebaut. Hierzu werden für die Fundamente bereits Probebohrungen in einer Tiefe von bis zu 30 Meter vorgenommen
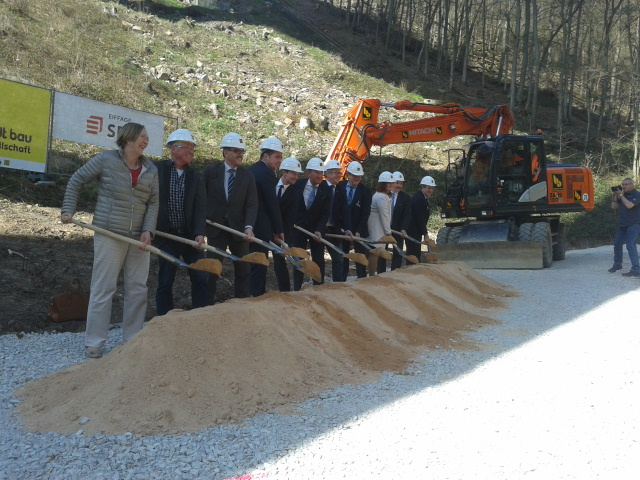
Symbolischer Spatenstich, durchgeführt u. a. von Norbert Barthle (Parl. Staatssekretär) und Volker Wissing (Staatsminister) am 30. März 2017, anlässlich Erneuerung der Großtalbrücken Pfädchensgraben und Tiefenbachtal

### Sechsstreifiger Ausbau Frankenthal–Speyer

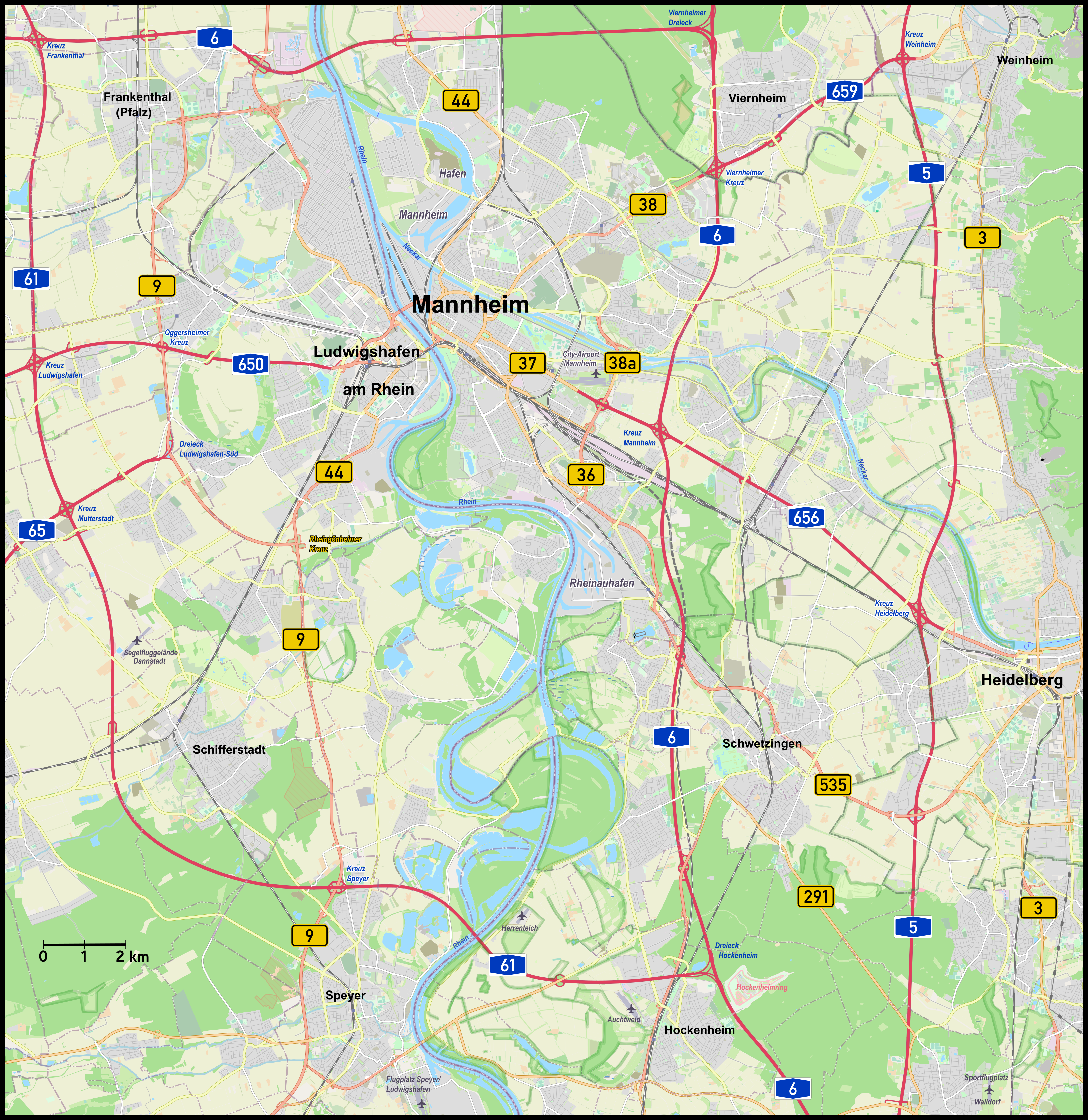
Die BAB 61 bildet zusammen mit der BAB 6 einen Autobahnring um die Städte Mannheim und Ludwigshafen

Der stark befahrene Abschnitt zwischen den Autobahnkreuzen Frankenthal und Mutterstadt, der im Zuge des Autobahnrings um Mannheim und Ludwigshafen mehrere Autobahnen der Metropolregion Rhein-Neckar miteinander verbindet, soll von derzeit vier auf zukünftig sechs Fahrstreifen ausgebaut werden. Die durchschnittliche tägliche Verkehrsstärke von knapp 70.000 Fahrzeugen im Jahr 2015 mit einem hohen Anteil an Schwerverkehr führten zu einer Aufnahme des Projekts in den Bundesverkehrswegeplan 2030. Später wurde der Ausbau erweitert auf die südlich anschließende Strecke bis kurz vor die Rheinbrücke bei Speyer.
Obwohl zwischen den Autobahnkreuzen Frankenthal und Mutterstadt schon seit 13. März 2015 Baurecht besteht, kam es bislang noch zu keiner Aufnahme der Bauarbeiten. Ebenso im Abschnitt vom Kreuz Mutterstadt bis zur Rheinbrücke Speyer, wo seit März 2018 Baurecht besteht. Dieser soll erst starten, wenn die Finanzierung durch den Bund gesichert ist. Im Frühjahr 2020 wurde bekannt, dass der Planungsauftrag für den Ausbau an die DEGES übertragen wurde. Der Ausbau des 30,8 km langen Abschnitts soll als Öffentlich-private Partnerschaft (ÖPP) realisiert werden. Zusätzlich zur BAB 61 soll sich die Instandhaltung auch auf 12,3 km der BAB 65 und die gesamte BAB 650 erstrecken. Der Vertrag soll über 30 Jahre laufen.
Als Kosten wurden zunächst 800 Millionen Euro veranschlagt. In die Kritik geriet dieses Vorhaben, als bekannt wurde, dass das Projekt um weitere 600 Millionen Euro teurer werden würde, sofern der Ausbau in Form einer ÖPP stattfindet.

### Anschlussstelle an den Pfalzmarkt
Der Logistikstandort der Pfalzmarkt-Genossenschaft, an dem in erster Linie in der Region angebautes Gemüse per LKW verschickt wird, bekam eine neue Anschlussstelle zur BAB 61. Obwohl der Standort unmittelbar am Kreuz Mutterstadt liegt, war er zunächst nur über die Anschlussstelle Dannstadt-Schauernheim der BAB 65 zu erreichen, der eine Ortsdurchfahrt folgte.
Schon kurz nach Einweihung des Logistikzentrums stellte sich heraus, dass die getroffene Lösung unzureichend war, zumal das Verkehrsaufkommen höher war als erwartet. Die Zusage für einen weiteren Autobahnanschluss an die BAB 61, um den Schwerlastverkehr aus der Ortslage Dannstadt herauszuhalten, erteilte das rheinland-pfälzische Verkehrsministerium im Jahr 1996. Ins Planfeststellungsverfahren aufgenommen wurde das Vorhaben dann 2005, wobei die Anschlüsse ans nachrangige Straßennetz in geänderter Form als Kreisverkehre umgeplant wurden. Nachdem im Juli 2008 der Planfeststellungsbeschluss erging, begannen im Mai 2010 die ersten Bauarbeiten im nachrangigen Straßennetz. Die Kreisverkehre beiderseits der Brücke der L 530 über die BAB 61, an dem die späteren Zu- und Abfahrtsrampen zur Autobahn einmünden werden, wurden 2012 fertiggestellt.
Nach rund einjähriger Bauzeit ging die Anschlussstelle schließlich am 2. Juli 2014 in Betrieb. Dabei wurden auch die Parallelfahrbahnen des Autobahnkreuzes Mutterstadt nach Süden verlängert und die Anschlussstelle in den Bereich des Knotenpunkt mit einbezogen. Die Anschlussstelle hat keinen eigenen ausgeschilderten Namen und Nummer, sondern wird zusammen mit dem Kreuz Mutterstadt als Pfalzmarkt ausgewiesen.

## Sonstiges

### 1982: Autogas-Tankstelle
1982 wurden im Rahmen eines Pilotprojekts an den Raststätten Brohltal-West und -Ost die ersten Autogas-Zapfsäulen an einer deutschen Autobahn in Betrieb genommen.

### 2009: Baustellen-Pilotprojekt
Bei Fahrbahnausbesserungsarbeiten bei Gau-Bickelheim wurde 2009 ein Pilotprojekt in Baustellenstrecken erprobt, um den Verkehr flüssiger zu halten. Dabei wurde das reduzierte Baustellentempolimit von 60 km/h auf das übliche Baustellentempolimit von 80 km/h erhöht, jedoch gleichzeitig ein Überholverbot eingeführt und ein neues Baustellenschild mit der Kennzeichnung Versetzt fahren! aufgestellt. Nach Angaben der zuständigen Verkehrsbehörden war der Versuch ein Erfolg, die Zahl der Staus und der Unfälle ging deutlich zurück.

### 2018: Elektroauto-Ladesäulen
Im Juni 2018 wurde die erste von 80 geplanten Ultraschnellladestation an einer deutschen Autobahnraststätte an der Raststätte Brohltal Ost eröffnet.

### 2020: LKW Abfahrtsverbot-Pilotprojekt
Im Jahr 2020 wurde eine Verkehrsbeeinflussungsanlage errichtet, die im Fall eines Staus die Anschlussstelle Waldlaubersheim für LKWs sperrt. Dieses Pilotprojekt soll die engen Straßen der umliegenden Ortschaften entlasten. Bei Missachtung soll ein Bußgeld von 50 Euro erhoben werden. Eine erste Zwischenbilanz im Jahr 2021 fiel ernüchternd aus, zwar führen weniger LKWs im Staufall von der Autobahn, anderseits missachteten manche LKW-Fahrer einfach das Abfahrtsverbot. Laut Frau Daniela Schmitt soll nun das Projekt auf weitere Anschlussstellen ausgeweitet werden, so soll auch zukünftig in Dorsheim ein solches Abfahrtsverbot gelten.

### Sperrungen wegen Verlegung von Großgeräten
Der Abschnitt zwischen Mönchengladbach und Kerpen führt mitten durch das Rheinische Braunkohlerevier, wobei sich sowohl unmittelbar westlich als auch östlich der Autobahn mehrere Großtagebaue befinden. Seit Eröffnung des Abschnitts kam es daher häufig zu Sperrungen, da Großgeräte wie Schaufelradbagger und Absetzer zwischen den Tagebauen verlegt wurden – etwa bei Erschließung neuer und Verkippung ausgekohlter Tagebauflächen. In der Regel wird dabei eine Trasse aus einer dicken Schicht Erdreich und Kies aufgeschüttet, um die darunterliegende Infrastruktur nicht zu zerstören. Die meisten Überführungen der gigantischen Geräte über die BAB 61 fanden zwischen den Anschlussstellen Bedburg und Bergheim statt.
Folgende Überführungen wurden bisher durchgeführt:
- Oktober 1986: Bagger 287, Absetzer 739 und Bandschleifenwagen 944 werden vom Tagebau Fortuna-Garsdorf zum Tagebau Hambach verlegt, die BAB 61 wird nördlich der Anschlussstelle Bergheim (damals Bergheim/Elsdorf) überquert.[42]
- 1992: Bagger 255, Absetzer 737 und Bandschleifenwagen 939 werden vom Tagebau Garzweiler zum Tagebau Inden verlegt, die BAB 61 wird unmittelbar am damaligen Kreuz Jackerath überquert.
- Februar 2001: Bagger 288 wird vom Tagebau Hambach zum Tagebau Garzweiler und Bagger 259 vom Tagebau Bergheim zum Tagebau Hambach verlegt. Beide Bagger überqueren die BAB 61 gleichzeitig nördlich der Anschlussstelle Bergheim.[43]
- Juni 2004: Bagger 260, Absetzer 744 und Bandschleifenwagen 931 werden vom Tagebau Garzweiler zum Tagebau Hambach verlegt, wobei die BAB 61 erneut bei Bergheim überquert wird.[44]
- August 2009: Beim vorerst letzten Großgerätetransport wurde der Absetzer 756 aus dem nun vollständig rekultivierten Tagebau Bergheim in den Tagebau Hambach verlegt, wobei die Querung der BAB 61 wieder bei Bergheim stattfand.[45]

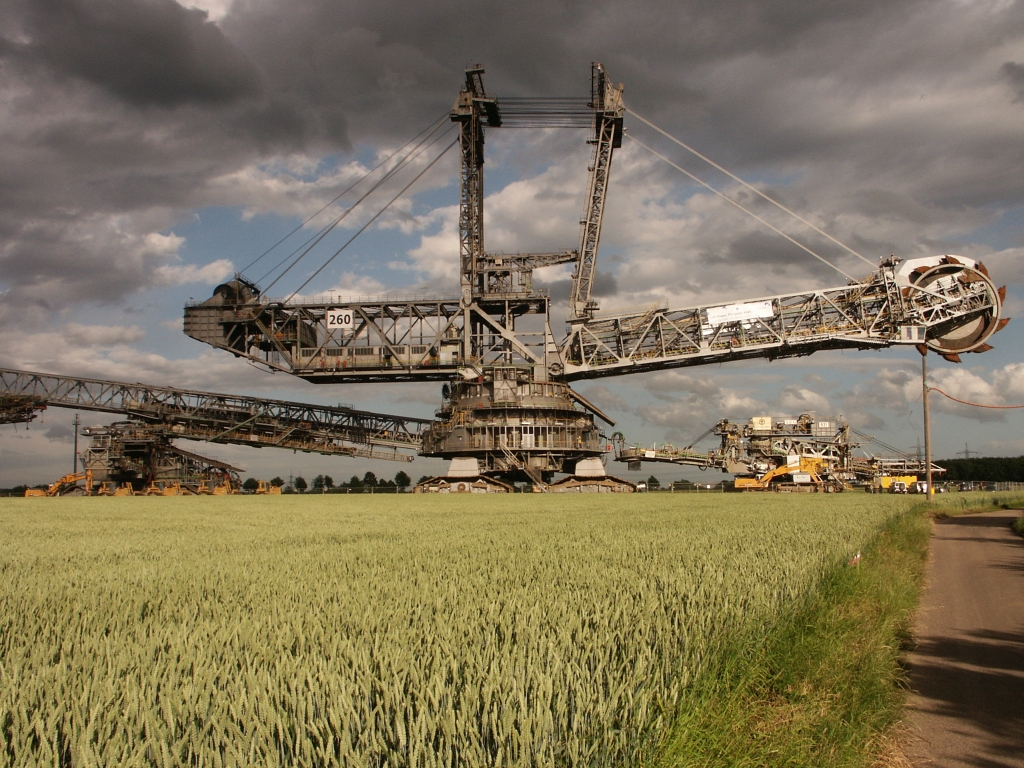
Bagger 260 quert im Juni 2004 die BAB 61 zwischen Bedburg und Bergheim
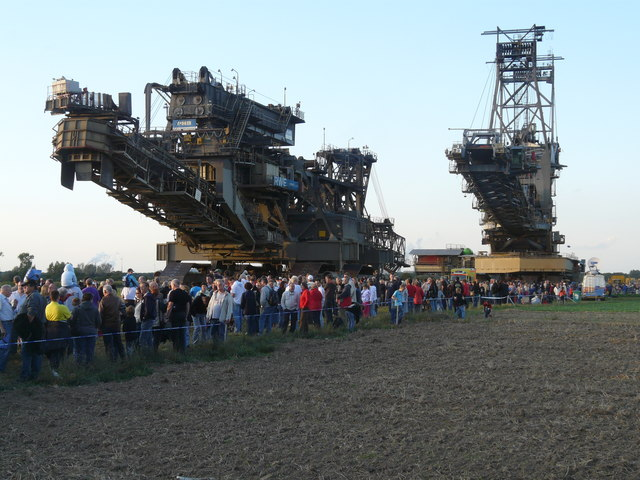
Absetzer 756 quert im August 2009 die BAB 61 an derselben Stelle

### Umbenennung von Anschlussstellen
Einige Anschlussstellen der BAB 61 trugen früher einen anderen Namen, der aus verschiedenen Gründen abgeändert wurde. Ein Grund ist etwa die sogenannte „Großstadtregelung“ in Nordrhein-Westfalen, die besagt, dass bei der Benennung von Anschlussstellen nur bei Städten mit mehr als 100.000 Einwohnern der Name der Stadt vorangestellt werden darf.
Folgende Anschlussstellen wurden nach ihrer Einrichtung bzw. Eröffnung nachträglich umbenannt:
- Viersen-Süchteln (6) in Süchteln
- Viersen-Bockert (8) in Mackenstein
- Mönchengladbach-West (10) in Mönchengladbach-Nordpark
- Güdderath (14) in Mönchengladbach-Güdderath
- Kreuz Wanlo (15) in Kreuz Mönchengladbach-Wanlo
- Bergheim/Elsdorf (18) in Bergheim
- Kerpen-Türnich (21) in Türnich
- Erftstadt-Gymnich (22) in Gymnich
- Swisttal-Heimerzheim (26) in Swisttal
- Swisttal-Miel (27) in Miel
- Bad Kreuznach/Waldlaubersheim (47) in Waldlaubersheim

### 2021: Mehrere Sperrungen wegen Hochwasser zwischen den Kreuzen Kerpen und Meckenheim
Durch vom Hochwasser in West- und Mitteleuropa 2021 verursachte Überschwemmungen und Beschädigungen im Autobahndreieck Erfttal war die Autobahn zwischen den Autobahnkreuzen Kerpen und Meckenheim zwischen Mitte Juli und Mitte Dezember 2021 größtenteils nicht befahrbar. Am 20. September 2021 wurde die Strecke zwischen Kerpen und Meckenheim Richtung Koblenz wieder für den Verkehr frei gegeben. In der Gegenrichtung konnte die Strecke wegen starker Beschädigungen erst am 15. Dezember 2021 wieder freigegeben werden.